# Liste der Biografien/Hac
Liste der Biografien |
Portal Biografien |
Personensuche
# |
A |
B |
C |
D |
E |
F |
G |
H |
I |
J |
K |
L |
M |
N |
O |
P |
Q |
R |
S |
T |
U |
V |
W |
X |
Y |
Z |
?
 
Ha |
Hd |
He |
Hi |
Hj |
Hk |
Hl |
Hm |
Hn |
Ho |
Hr |
Hs |
Ht |
Hu |
Hv |
Hw |
Hy
 
Haa |
Hab |
Hac |
Had |
Hae–Haf |
Hag |
Hah |
Hai |
Haj |
Hak |
Hal |
Ham |
Han |
Hao |
Hap |
Haq |
Har |
Has |
Hat |
Hau |
Hav |
Haw |
Hax |
Hay |
Haz
Die Liste der Biografien führt alle Personen auf, die in der deutschsprachigen Wikipedia einen Artikel haben. Dieses ist eine Teilliste mit 518 Einträgen von Personen, deren Namen mit den Buchstaben „Hac“ beginnt.

## Hac

### Haca
- Hacault, Antoine (1926–2000), kanadischer Geistlicher, römisch-katholischer Erzbischof von Saint-Boniface
- Hacault, Edmund (1817–1889), deutscher Baumeister, Architekt und Bauingenieur
- Hacault, Edmund Oscar († 1904), deutscher Architekt

### Hacc
- Haccius, Barbara (1914–1983), deutsche Botanikerin
- Haccius, Georg (1811–1874), deutscher Verwaltungsjurist und Präsident der Klosterkammer Hannover
- Haccius, Georg (1847–1926), deutscher Theologe
- Haccius, Hermann (1881–1965), deutscher Kirchenverwaltungsjurist und Archivar
- Haccou, Johannes Cornelis (1798–1839), niederländischer Maler

### Hace
- Hace, Jaka (* 2003), slowenischer Leichtathlet
- Hačecký, Martin (* 1988), tschechischer Bahn- und Straßenradrennfahrer
- Hačecký, Vojtěch (* 1987), tschechischer Radrennfahrer

### Hach
- Hach Verdugo, Hans (* 1989), mexikanischer Tennisspieler
- Hach, Adolph (1832–1896), deutscher Verwaltungsjurist und Historiker
- Hach, Arno (* 1877), deutscher Verlagsredakteur und Schriftsteller
- Hach, August (1810–1882), deutscher Landwirt und Verbandsfunktionär
- Hach, Clemens (* 1970), deutscher Diplomat
- Hach, Eduard (1841–1917), deutscher Verwaltungsjurist, Historiker, Archivar und Heimatforscher
- Hach, Eugen (* 1960), deutscher Fußballspieler
- Hach, Hermann Wilhelm (1800–1867), Senator der Hansestadt Lübeck
- Hach, Johann Friedrich (1769–1851), deutscher Jurist und Diplomat
- Hach, Lena (* 1982), deutsche Schriftstellerin
- Hach, Paul (1893–1976), deutscher Bürgermeister (Erfurt)
- Hach, Theodor (1846–1910), Kunsthistoriker und Campanologe
- Hach-Wunderle, Viola (* 1953), deutsche Angiologin, Hochschullehrerin und Fachautorin
- Hácha, Emil (1872–1945), tschechischer Politiker und Präsident des Protektorats Böhmen und MährenEmil Hácha (1872–1945)

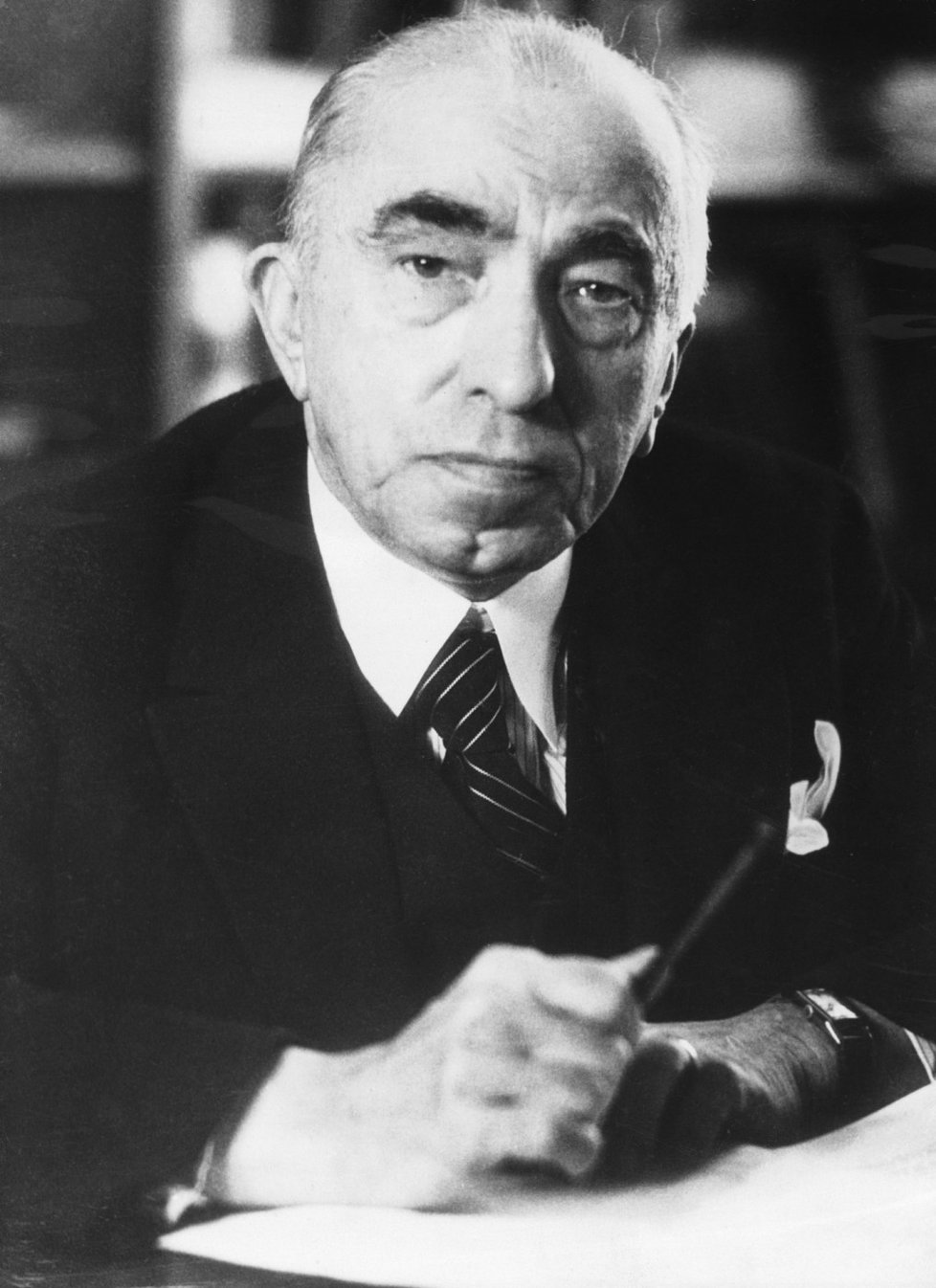
Emil Hácha (1872–1945)

- Hachani, Ahmed (* 1956), tunesischer Politiker
- Hache, Gustav (1835–1886), deutscher Kommunalpolitiker; Bürgermeister von Angermünde, Essen und Wolgast
- Hache, Joëlle, französische Filmeditorin
- Hache, Michael (* 1956), deutscher Fußballspieler
- Hached, Farhat (1914–1952), tunesischer Gewerkschafter
- Hachede, Heinrich von († 1473), deutscher Jurist und Ratsherr der Hansestadt Lübeck
- Hacheden, Hinrich van († 1403), Lübecker Kaufmann und Ratsherr
- Hachelberger, Manfred (* 1942), deutscher Politiker (DBD), DBD-Bezirksvorsitzender Dresden
- Hachem, Joe (* 1966), australisch-libanesischer Pokerspieler
- Hachème, Jean-Baptiste (* 1929), beninischer Militär und Politiker
- Hachemi, Chékéba (* 1974), afghanische Frauenrechtlerin und Schriftstellerin
- Hachen, Gerd (* 1952), deutscher Politiker (CDU), MdL
- Hachenberg, Carl Elias Adolph von (1718–1776), preußischer Oberst
- Hachenberg, Ferdinand (1852–1917), deutscher Bildhauer und Holzschnitzer
- Hachenberg, Friedrich (1915–1992), deutscher Forstmann
- Hachenberg, Friedrich Wilhelm (1884–1960), deutscher Politiker (CDU), MdL
- Hachenberg, Hans (1925–2013), deutscher Künstler, Büttenredner des Kölner KarnevalsHans Hachenberg (1925–2013)

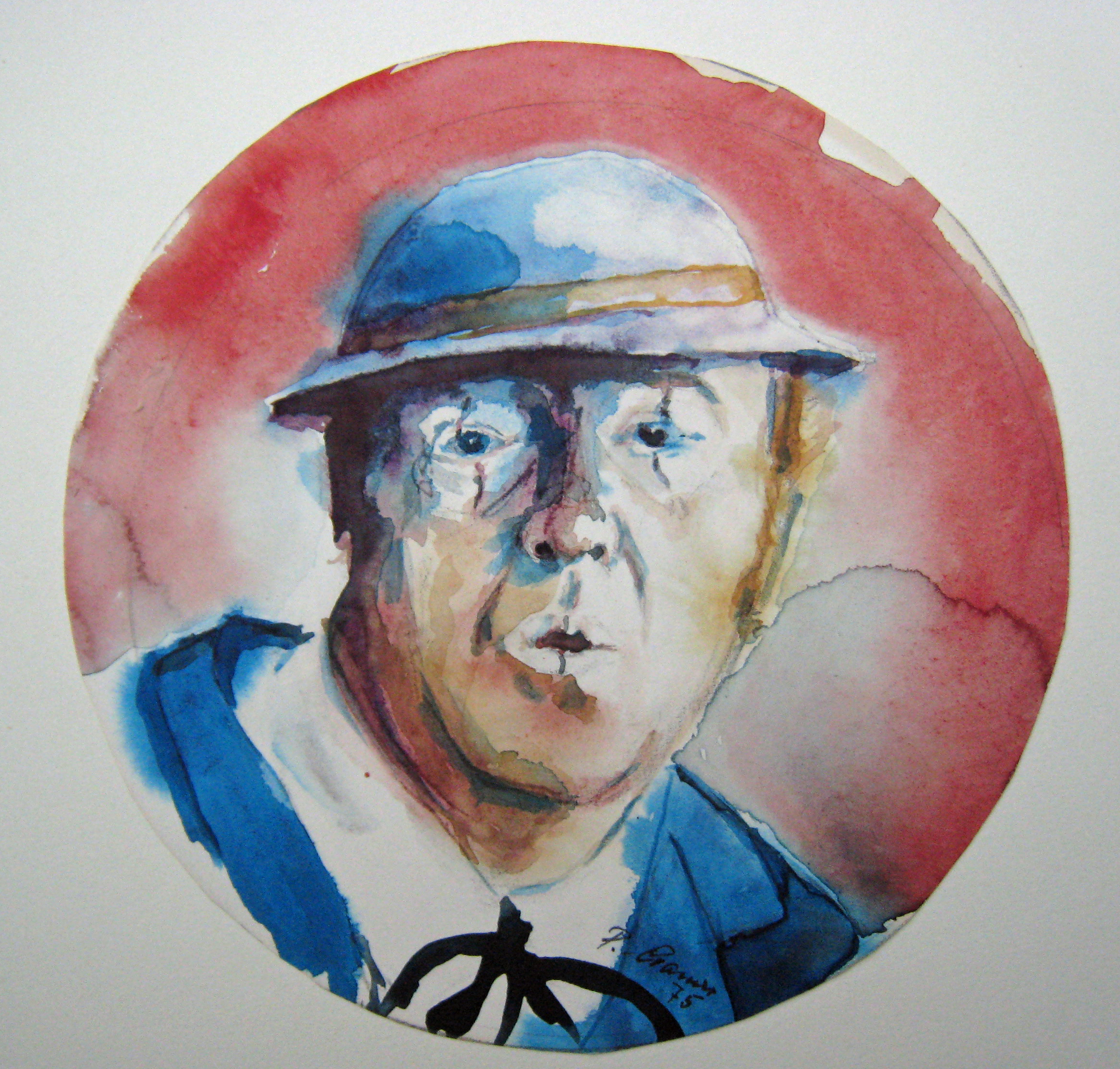
Hans Hachenberg (1925–2013)

- Hachenberg, Otto (1911–2001), deutscher Astrophysiker
- Hachenberg, Paul (1642–1680), deutscher Rechtswissenschaftler, Historiker und Politiker
- Hachenburg, Alexander Graf von (1847–1940), Autor und Wiedererrichter des Friedewalder Schlosses
- Hachenburg, Max (1860–1951), deutscher Jurist und Rechtspublizist
- Hacheney, Wilfried (1924–2010), deutscher Forscher, Wasserforschung (Levitation), organische Physik
- Hächer, Hans, deutscher Skirennläufer
- Hächer, Traudl (* 1962), deutsche Skirennläuferin
- Hachette des Portes, Henri (1709–1798), französischer Bischof
- Hachette, Jean Nicolas Pierre (1769–1834), französischer Mathematiker
- Hachette, Louis (1800–1864), französischer Verleger, Buchhändler und Autor
- Hachez, Joseph Arnold (1828–1901), deutscher Kaufmann, Reeder und Mäzen in Bremen
- Hachez, Joseph Emil (1862–1933), Bremer Chocolatier und Kaufmann
- Hachez, Joseph Johan (1758–1831), deutscher Kaufmann in Bremen
- Hachfeld, Eckart (1910–1994), deutscher Schriftsteller, Texter und Drehbuchautor
- Hachfeld, Rainer (1939–2024), deutscher Karikaturist und Bühnenautor
- Hachi, Ishie, japanische Mangaka
- Hachikubo, Hayate (* 1993), japanischer Fußballspieler
- Hachilensa, Clive (* 1979), sambischer Fußballspieler
- Hachimi, Sara el- (* 2000), marokkanische Sprinterin und Hürdenläuferin
- Hachimura, Rui (* 1998), japanischer BasketballspielerRui Hachimura (* 1998)

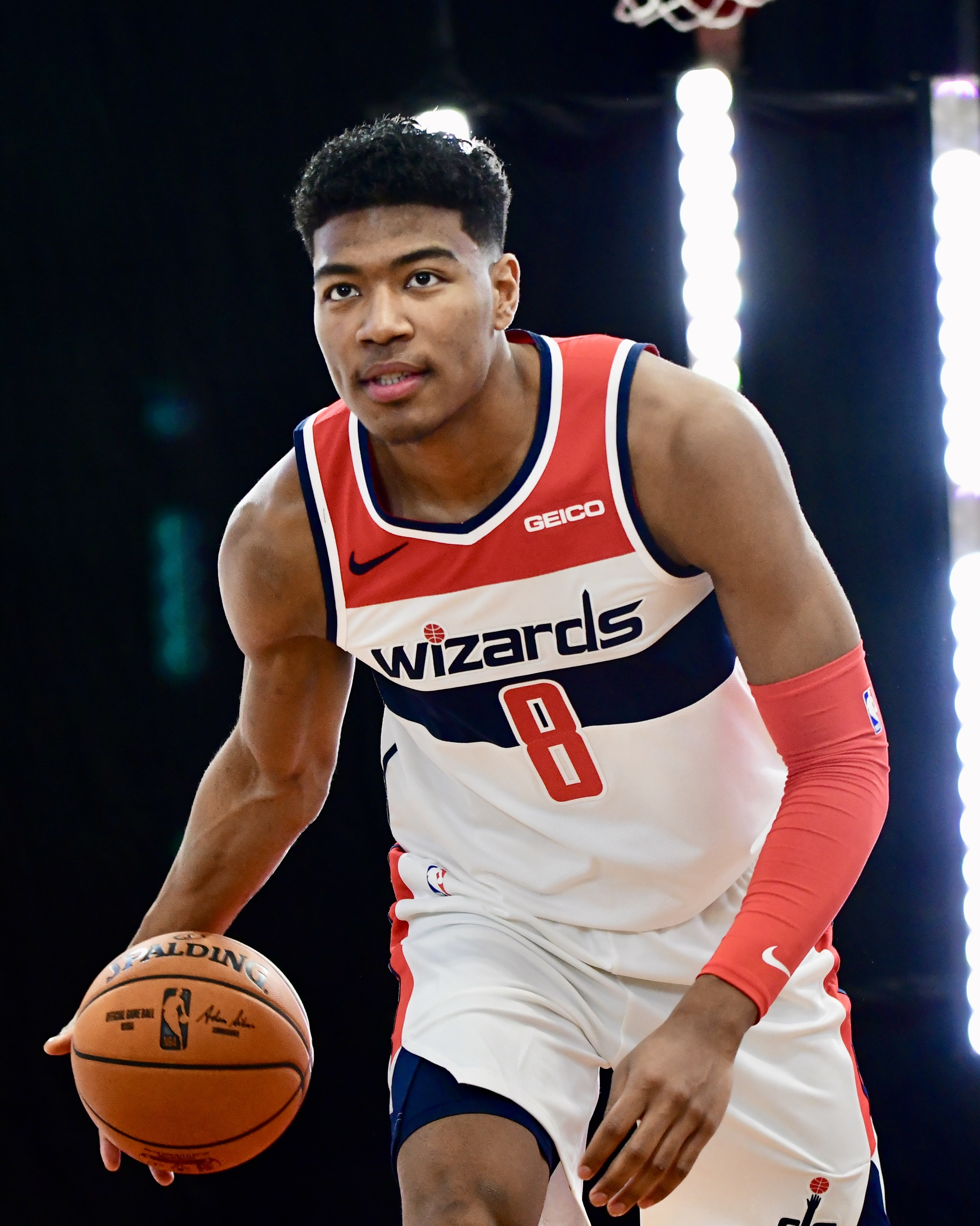
Rui Hachimura (* 1998)

- Hachinjan, Grigor (1926–1991), sowjetischer Komponist und Musikpädagoge armenischer Herkunft
- Hachinski, Vladimir (* 1941), kanadischer Neurologe
- Hachiro, Yoshio (* 1948), japanischer Politiker
- Hachisuka, Asuka (* 1992), japanische Biathletin
- Hachisuka, Kōji (* 1990), japanischer Fußballspieler
- Hachisuka, Masauji (1903–1953), japanischer Ornithologe
- Hachisuka, Mochiaki (1846–1918), japanischer Politiker
- Hachiya, Michihiko (1903–1980), japanischer Arzt und Leiter eines Krankenhauses in Hiroshima
- Hachlaf, Abdelkader (* 1978), marokkanischer Leichtathlet
- Hachlaf, Halima (* 1988), marokkanische Leichtathletin
- Hächler, Cédric (* 1993), Schweizer Eishockeyspieler
- Hächler, Christian (* 1983), Schweizer Freestyle-Skisportler
- Hächler, Gabrielle (* 1958), Schweizer Architektin
- Hächler, Horst (* 1926), deutscher Schauspieler, Drehbuchautor, Filmregisseur und Filmproduzent
- Hächler, Lenz (* 2003), Schweizer Skirennfahrer
- Hächler, Peter (1922–1999), Schweizer Bildhauer und Kulturschaffender
- Hächler, Richard (1897–1966), Schweizer Architekt
- Hachlili, Rachel (1935–2019), israelische Klassische Archäologin
- Hachmann, Cord (1848–1905), deutscher Theaterschauspieler und -regisseur
- Hachmann, Erwin (* 1897), deutscher Bobfahrer und Sportfunktionär
- Hachmann, Gerhard (1838–1904), deutscher Rechtsanwalt und Politiker, MdHB, Hamburger Bürgermeister
- Hachmann, Hans (1930–2004), deutscher Pflanzenzüchter
- Hachmann, Hans G. (1923–2007), US-amerikanischer Rechtsanwalt, Präsident der Maxe-Kade-Foundation New York
- Hachmann, Lieselotte (1919–1989), deutsche Gründerin der Deutsch-indischen Gesellschaft in Hamburg e. V.
- Hachmann, Rolf (1917–2014), deutscher Prähistoriker
- Hachmann-Zipser, Martha (1864–1940), deutsche Schauspielerin
- Hachmeister, Bernd (* 1941), deutscher Badmintonspieler
- Hachmeister, Carl Christoph (1710–1777), deutscher Organist
- Hachmeister, Dirk (* 1963), deutscher Betriebswirtschaftler
- Hachmeister, Fritz (1868–1952), deutscher Verleger
- Hachmeister, Gerd (* 1942), deutscher Badmintonspieler
- Hachmeister, Lutz (1959–2024), deutscher Journalist, Hochschullehrer für Journalistik, Sachbuchautor, Filmregisseur und Filmproduzent
- Hachmöller, Gerd (* 1972), deutscher Kolumnist
- Hacht, Fritz von (1898–1988), deutscher Widerstandskämpfer gegen den Nationalsozialismus, Kommunalpolitiker und Gewerkschafter
- Hacht, Heinrich von (1915–1998), deutscher Politiker (SPD), MdL Baden-Württemberg
- Hacht, Mario von, deutscher Musiker und Musikproduzent
- Hacht, Reinhard von (* 1943), deutscher Schauspieler
- Hacht, Werner Heinrich von (1898–1962), deutscher Makler und Politiker
- Hachtkemper, Yvonne († 2000), deutsche Polizistin und Mordopfer
- Hachtmann, Rüdiger (* 1953), deutscher Historiker
- Hachtmann, Walter, deutscher Landrat
- Hachul, Stefan (1973–2012), deutscher Triathlet
- Hachulla, Ulrich (* 1943), deutscher Maler und Grafiker
- Hachwerdjan, Ruben (* 1950), armenischer Sänger, Komponist, Gitarrist und Liedtexter

### Haci
- Hacı Ali, Schreiber und Chronist
- Hacı Bayram-i Veli († 1429), sufischer Gelehrter und Heiliger
- Hacı Beşir Ağa († 1746), Obereunuch am Sultanshof zu Istanbul
- Hacı I. Giray († 1466), Begründer des Khanats der Krim
- Hacî, Hemê (* 1967), kurdischer Musiker
- Hacıbababəyova, Rəhilə (1881–1954), aserbaidschanische Pädagoginnen
- Hacıbəyov, Niyazi (1912–1984), aserbaidschanischer DirigentNiyazi Hacıbəyov (1912–1984)

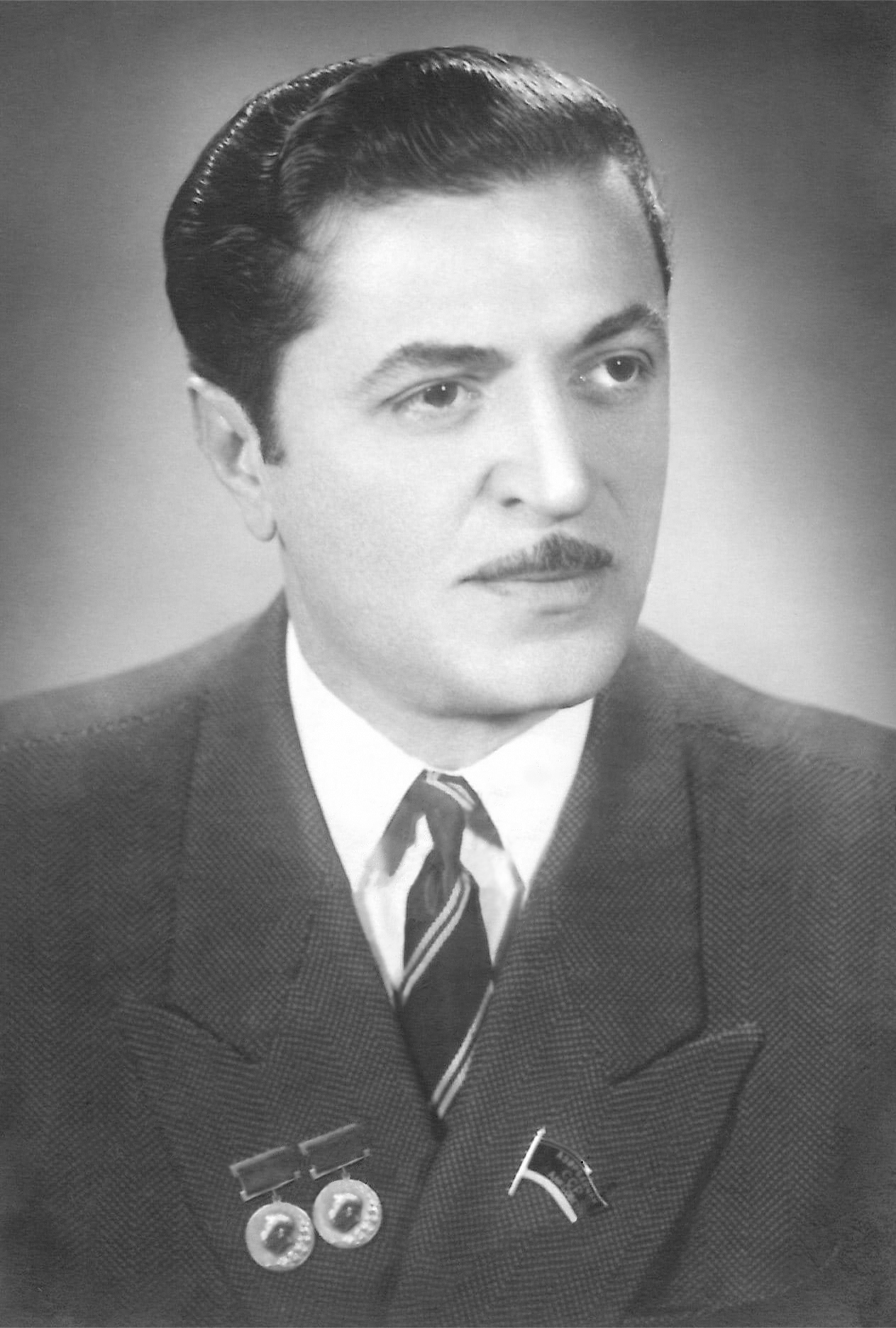
Niyazi Hacıbəyov (1912–1984)

- Hacıbəyov, Soltan (1919–1974), aserbaidschanischer Komponist
- Hacıbəyov, Üzeyir (1885–1948), aserbaidschanischer Komponist
- Hacıbəyov, Zülfüqar (1884–1950), aserbaidschanischer Komponist
- Hacıbektaşoğlu, Hakan (* 1984), türkischer Fußballspieler
- Hacic, Melis (* 1994), türkische Schauspielerin und Model
- Hacıhüseyinoğlu, Serhan (* 1967), türkischer Fußballspieler
- Hacıkemaleddinoğlu Alaeddin Pascha, Großwesir im Osmanischen Reich
- Hacılı, Arif Mustafa oğlu (* 1962), aserbaidschanischer Politiker
- Hacımustafaoğlu, Yaser (* 1991), türkischer Fußballspieler
- Hacınski, Camo bəy (1888–1942), aserbaidschanischer Staatsmann, einer der Gründer der Demokratischen Republik Aserbaidschan
- Hacınski, Məmmədhəsən (1875–1931), aserbaidschanischer Architekt und Staatsmann
- Hacıoğlu, Murat (* 1979), türkischer Fußballspieler
- Hacıosman, Ahmet (* 1958), griechischer Politiker der moslemischen Minderheit Westthrakiens
- Hacıosmanoğlu, İbrahim (* 1966), türkischer Geschäftsmann und Fußballfunktionär
- Hacıyev, Əlif (1953–1992), aserbaidschanischer Offizier und Nationalheld Aserbaidschans
- Hacıyev, Azər (* 1977), aserbaidschanischer Billardspieler
- Hacıyev, Cövdət (1917–2002), aserbaidschanischer Komponist
- Hacıyev, Rəhman (* 1993), aserbaidschanischer Fußballspieler
- Hacıyev, Ramin (* 1987), aserbaidschanischer Unternehmer und Pokerspieler
- Hacıyev, Rauf (1922–1995), aserbaidschanischer Komponist
- Hacıyeva, Diana (* 1989), aserbaidschanische Sängerin

### Hack
- Hack, Achim Thomas (1967–2025), deutscher Historiker
- Hack, Alexander (* 1993), deutscher FußballspielerAlexander Hack (* 1993)

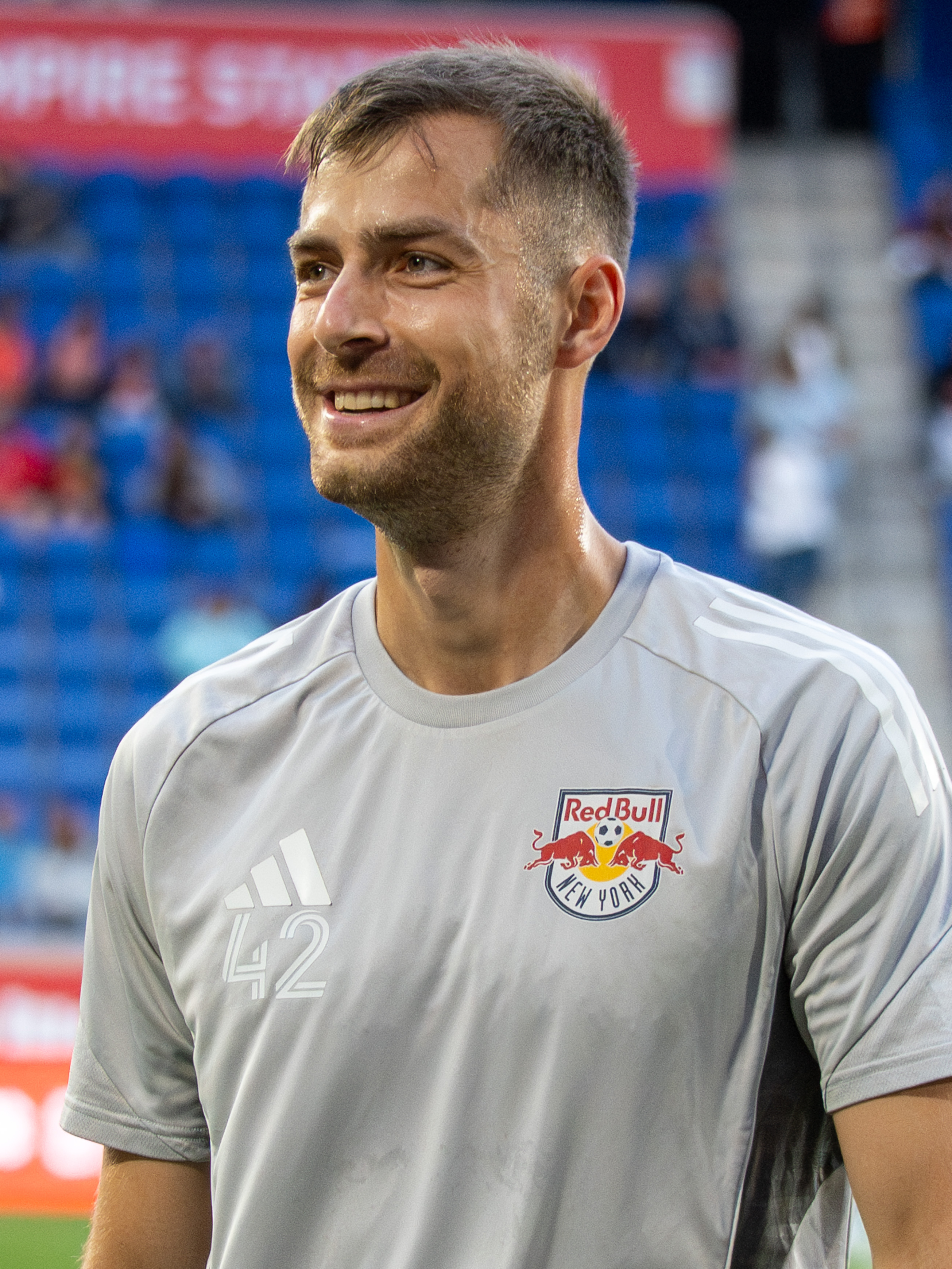
Alexander Hack (* 1993)

- Hack, Anouchka (* 1996), deutsche Cellistin
- Hack, Ariturel (* 1989), deutscher Politiker (CDU), MdA
- Hack, Christoph Eric (* 1985), österreichischer Schriftsteller und Historiker
- Hack, Ernst (1946–1986), österreichischer Ringer
- Hack, Friedrich Wilhelm (1887–1949), deutscher Unternehmer
- Hack, Fritz (1917–1991), deutscher Fußballspieler und Trainer
- Hack, Georg (* 1950), deutscher Motorrad-Bahnrennfahrer
- Hack, Gert (* 1938), deutscher Motorjournalist und Buchautor
- Hack, Gustav (1900–1971), österreichischer Politiker (ÖVP), Mitglied des Bundesrates
- Hack, Heinrich (1856–1936), deutscher Schulrektor, Autor und kölscher Mundartschriftsteller
- Hack, Helmut (* 1949), deutscher Unternehmer und SportfunktionärHelmut Hack (* 1949)

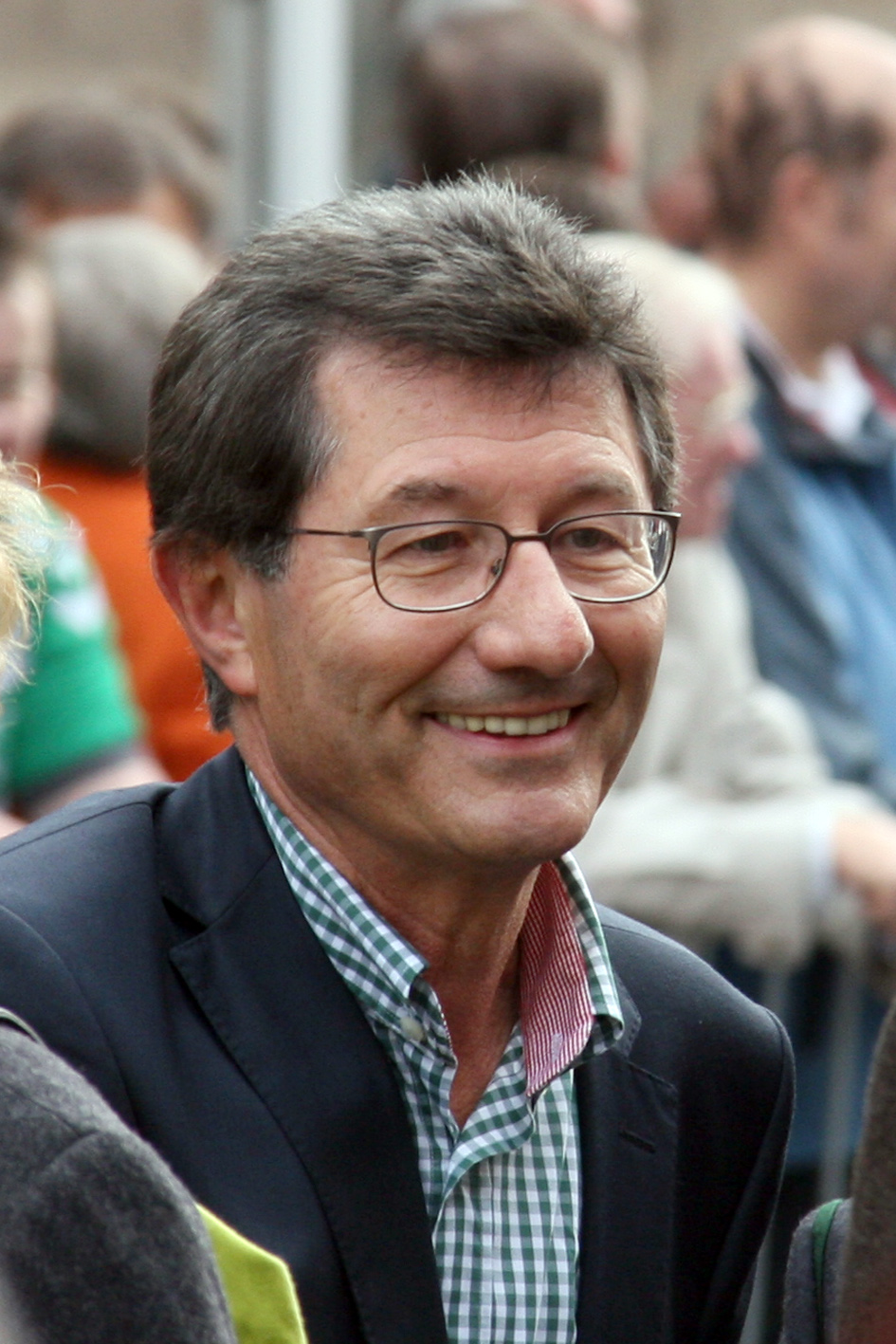
Helmut Hack (* 1949)

- Hack, Hermann Josef (* 1956), deutscher Künstler und Gründer des Global Brainstorming Projects
- Hack, Ingrid (* 1964), deutsche Politikerin (SPD), MdL
- Hack, Johann (1898–1978), deutscher Politiker (KPD/NSDAP/FDP)
- Hack, Johannes (1875–1950), deutscher Lehrer und Heimatforscher zu Osthessen
- Hack, Karl (1844–1905), deutscher Kommunalbeamter, Oberbürgermeister von Mülhausen
- Hack, Karl (1892–1954), österreichischer Marathonläufer
- Hack, Katharina (* 1994), deutsche Pianistin
- Hack, Kerstin (* 1967), deutsche Anglistin, Ethnologin, Autorin, Verlegerin, Referentin und Coach
- Hack, Manuela (* 1965), österreichische Politikerin (ÖVP), Landtagsabgeordnete
- Hack, Margherita (1922–2013), italienische Astrophysikerin und WissenschaftsjournalistinMargherita Hack (1922–2013)

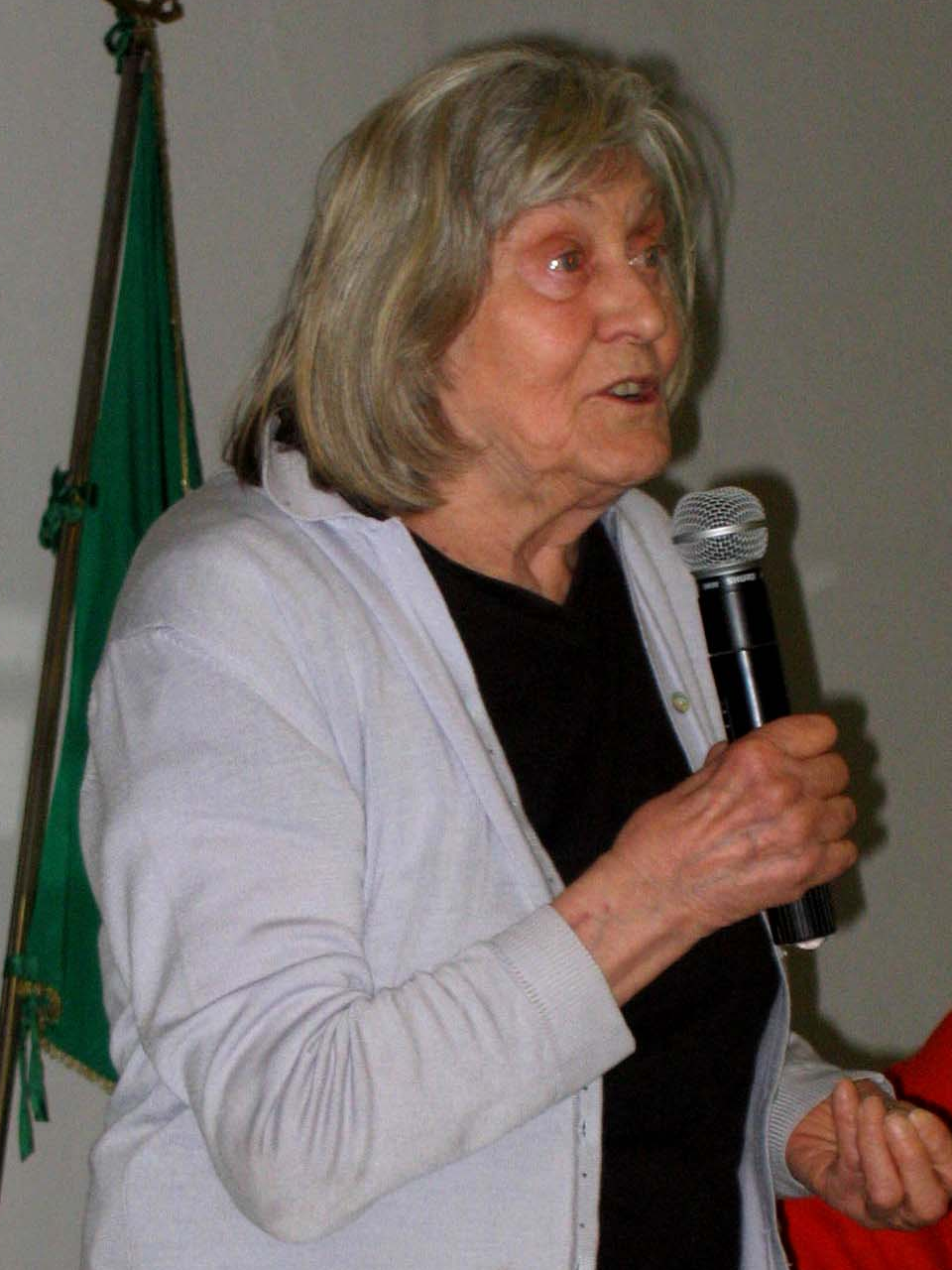
Margherita Hack (1922–2013)

- Hack, Matthias (* 1977), österreichischer Schauspieler und Sprecher
- Hack, Olivia (* 1983), US-amerikanische Synchronsprecherin und Schauspielerin
- Hack, Robin (* 1998), deutscher Fußballspieler
- Hack, Sabine (* 1969), deutsche Tennisspielerin
- Hack, Severin (1809–1893), deutscher Brauereibesitzer und Abgeordneter
- Hack, Shelley (* 1947), US-amerikanische Schauspielerin und Filmproduzentin
- Hack, Theophil Friedrich von (1843–1911), Stadtschultheiß von Stuttgart
- Hack, Tobias (* 1973), deutscher katholischer Theologe
- Hack, Wilhelm (1851–1887), deutscher Mediziner
- Hack, Wilhelm (1899–1985), deutscher Kunstsammler

#### Hacka
- Hackaert, Jan (* 1628), niederländischer Maler und Radierer
- Hackauf, Lisa (* 1991), deutsche Volleyballspielerin

#### Hackb
- Hackbart, Marcel (* 1987), deutscher Psychologe
- Hackbarth, Hansjoachim (* 1949), deutscher Veterinärmediziner
- Hackbarth, Joachim (1906–1977), deutscher Pflanzenzüchter und Genetiker
- Hackbarth, Joe (1931–2000), deutscher Jazzmusiker und Maler
- Hackbarth, Rudolph (* 1994), brasilianischer HandballspielerRudolph Hackbarth (* 1994)

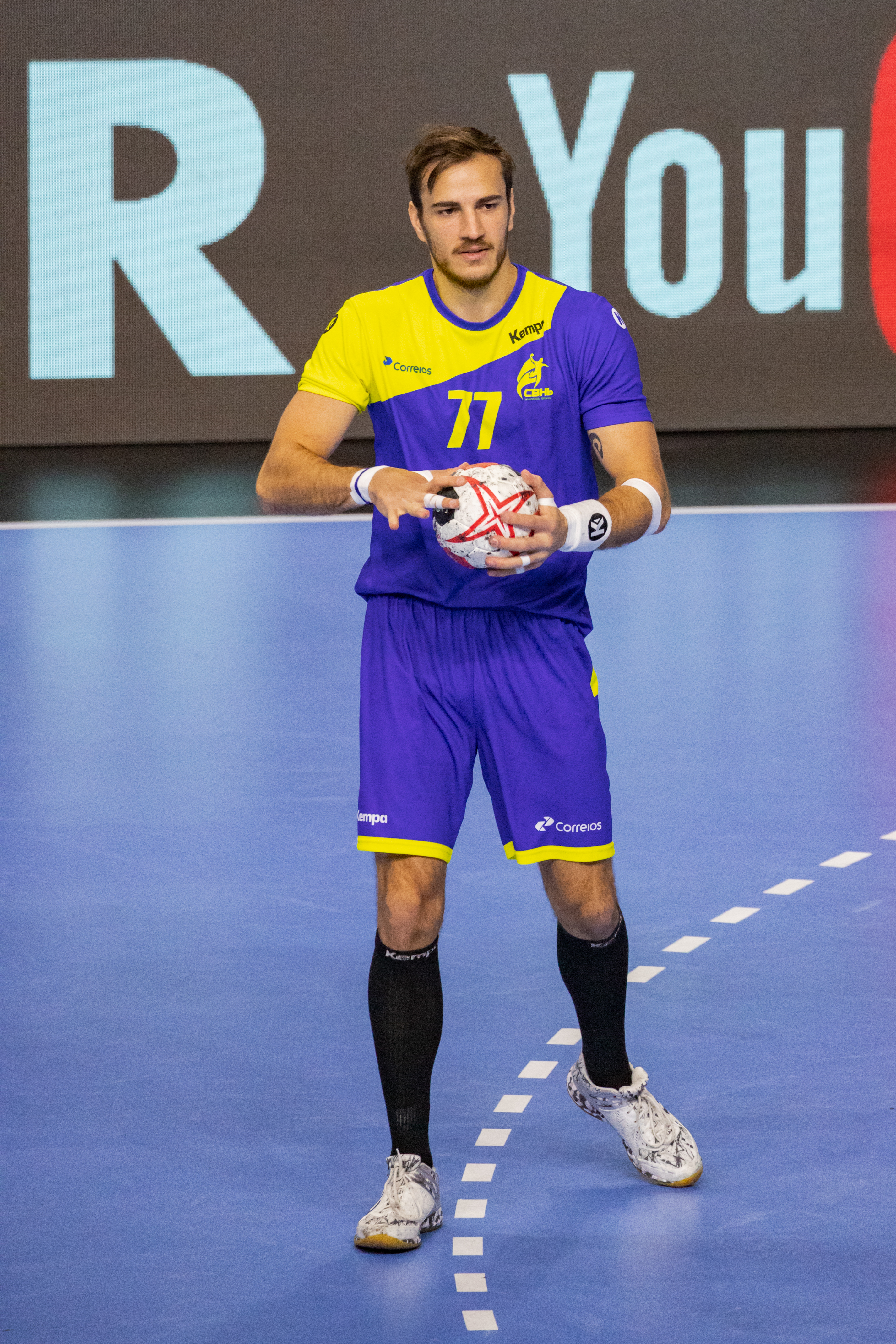
Rudolph Hackbarth (* 1994)

- Hackbarth, Sigrid (1929–2003), deutsche Psychologin, Hochschullehrerin und -rektorin
- Hackbarth-McIntyre, Julie (* 1961), US-amerikanische Politikerin
- Hackbeil, Christoph (* 1956), deutscher evangelischer Theologe und Regionalbischof
- Hackbrett, Johann Rudolf († 1790), Berner Magistrat
- Hackbrett, Karl († 1737), Berner Offizier und Magistrat
- Hackbusch, Norbert (* 1955), deutscher Politiker (Die Linke), MdHB
- Hackbusch, Peter (* 1958), deutscher Fußballspieler
- Hackbusch, Wolfgang (* 1948), deutscher Mathematiker und Direktor am Max-Planck-Institut für Mathematik in den Naturwissenschaften

#### Hacke
- Hacke, Albert (1869–1952), österreichischer Komponist
- Hacke, Alexander (* 1965), deutscher MusikerAlexander Hacke (* 1965)

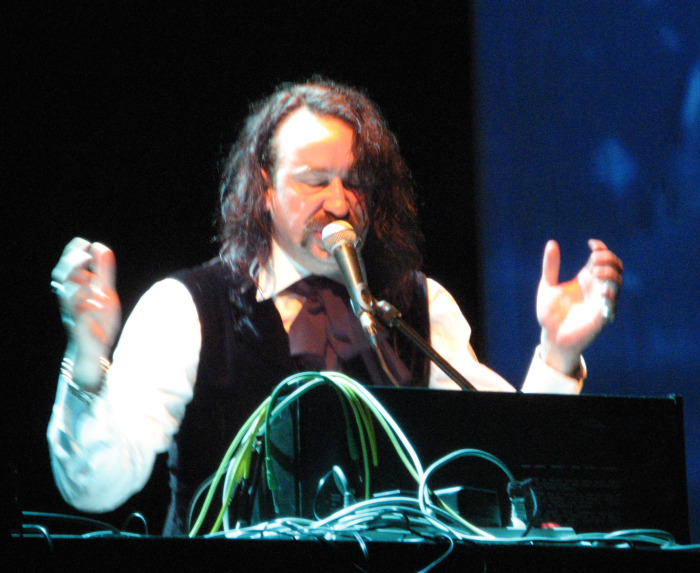
Alexander Hacke (* 1965)

- Hacke, Axel (* 1956), deutscher Journalist und Schriftsteller
- Hacke, Christian (* 1943), deutscher Politikwissenschaftler
- Hacke, Christian Franz von (1731–1807), Freiherr, Domherr in Speyer und Trier, Stiftspropst und Ober-Chorbischof im Erzbistum Trier
- Hacke, Daniela (* 1966), deutsche Historikerin und Hochschullehrerin
- Hacke, Edwin von (1821–1890), deutscher Rittergutsbesitzer, Zuckerfabrikant und Politiker (NLP), MdR
- Hacke, Elias (1574–1640), deutscher Rittmeister und Rittergutsbesitzer
- Hacke, Emil von (1814–1887), preußischer Generalleutnant
- Hacke, Ernst Ludwig von (1651–1713), preußischer Generalleutnant und Kommandant von Berlin
- Hacke, Florian (* 1978), deutscher Schauspieler
- Hacke, Franz Karl Ludwig Wilhelm von († 1757), Freiherr, kurpfälzischer Geheimrat und Gesandter in Wien
- Hacke, Friedrich Wilhelm von (* 1717), preußischer Oberst und Chef des Grenadier-Bataillons Nr. 4
- Hacke, Fritz (1842–1922), deutscher Jurist und Politiker (DFP), MdR
- Hacke, Georg (1626–1684), deutscher lutherischer Theologe
- Hacke, Hans, deutscher Bildhauer und Zimmermann in der Altmark
- Hacke, Hans Christoph Friedrich von (1699–1754), preußischer General
- Hacke, Horst (* 1949), deutscher Politiker (CDU), MdL
- Hacke, Jens (* 1973), deutscher Politologe und AutorJens Hacke (* 1973)

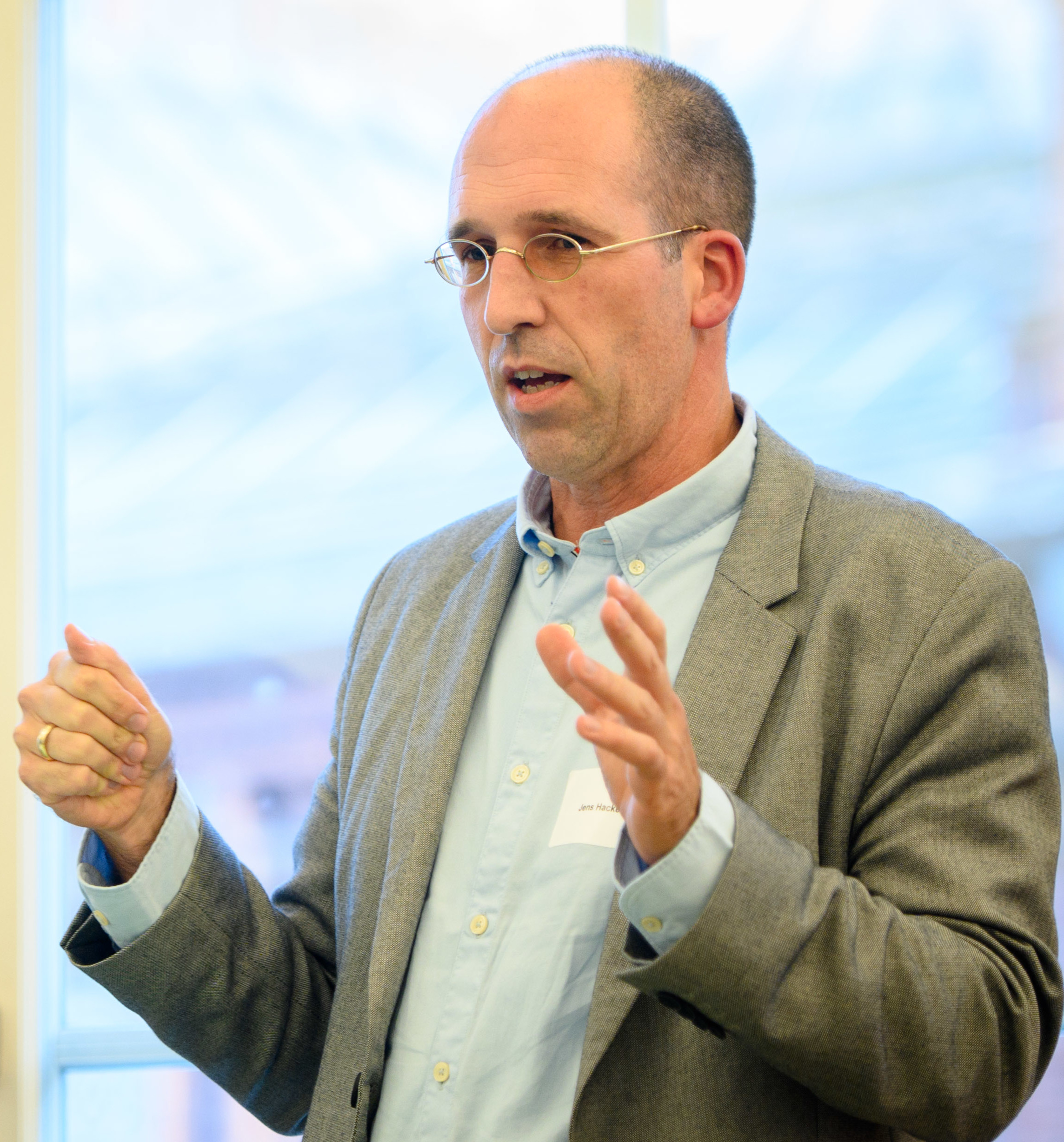
Jens Hacke (* 1973)

- Hacke, Levin Friedrich von († 1785), preußischer Generalleutnant und Gouverneur von Stettin
- Hacke, Ludwig Anton von (1682–1752), Freiherr, kurpfälzischer Oberstforst- und Oberstjägermeister
- Hacke, Marie (* 1989), deutsche Schauspielerin
- Häcke, Maximiliane (* 1988), deutsche Synchronsprecherin
- Hacke, Rudolf (1881–1953), deutscher Maler, Grafiker und Illustrator
- Hacke, Werner (* 1948), deutscher Neurologe
- Hackebeil, Herbert (1912–1943), deutscher Radrennfahrer
- Hackebeil, Margarete (1907–2001), deutsche Schriftstellerin und Drehbuchautorin
- Hackeborn, Wolf Christoph von (1661–1719), preußischer Generalleutnant und Kommandeur des Leibregiments
- Hackel, Alexej A. (1892–1951), russischer Kunsthistoriker und Theologe
- Häckel, Anne (* 2005), deutsche Nordische Kombiniererin
- Hackel, Anton (1799–1846), österreichischer Beamter und Komponist
- Hackel, Eduard (1850–1926), österreichischer Botaniker
- Häckel, Ernst (1890–1967), deutscher Offizier, zuletzt Generalleutnant
- Häckel, Hans (1942–2025), deutscher Meteorologe
- Häckel, Heinrich Jakob von († 1760), kaiserlicher Offizier, Kunstsammler und Philanthrop
- Hackel, Heinz-Dieter (1944–2007), deutscher Politiker (FDP), MdB
- Häckel, Ingeborg (1937–2023), deutsche Politikerin (CDU), MdB
- Häckel, Manfred (1927–1972), deutscher Literaturwissenschaftler, Herausgeber und Literaturkritiker
- Hackel, Sebastian (* 1989), deutscher Liedermacher
- Häckel, Sven (* 1975), deutscher Eishockeyspieler
- Hackel, Ulrich (1551–1607), österreichischer römisch-katholischer Geistlicher, Zisterzienser und Abt des Stiftes Zwettl
- Hackel, Wolfgang (* 1942), deutscher Volkswirt, Unternehmer und Politiker (CDU), MdL, MdA, MdEP
- Hackel, Wolfram (* 1942), deutscher Mediziner und Orgelforscher
- Hackel-Sims, Stella (* 1926), US-amerikanische Politikerin, Treasurer von Vermont
- Hackelberg-Landau, Rudolf Adam von (1827–1903), österreichischer Politiker
- Hackelmann, Leopold († 1619), deutscher Jurist
- Hackelöer, Bernd-Joachim (* 1945), deutscher Gynäkologe und Geburtshelfer
- Hackelöer-Köbbinghoff, Robert (1871–1924), deutscher Versicherungsmanager
- Hackelsberger, Albert (1893–1940), deutscher Unternehmer und Politiker (Zentrum), MdR
- Hackelsberger, Christoph (1931–2012), deutscher Architekt und Journalist
- Hackelsberger, Luise (1924–2022), deutsche Lehrerin, Autorin und Herausgeberin
- Hackelsperger, Max (1904–1991), deutscher Bibliothekar
- Hackemack, Gustav (1872–1958), lippischer Heimat- und Mundartdichter
- Hackemann, Johann (1629–1676), evangelischer Theologe und Hochschullehrer
- Hacken, Carla (* 1961), US-amerikanische Filmproduzentin
- Hackenberg, Albert (1852–1912), deutscher evangelischer Pfarrer und Kirchenmann im Hunsrück und im Rheinland
- Hackenberg, Bernhard (1896–1985), deutscher Kommunalpolitiker (Zentrum, NSDAP), Oberbürgermeister der Stadt Gladbeck
- Hackenberg, Dorothee (* 1964), Programmchefin von radioeins und radio3 vom Rundfunk Berlin Brandenburg (rbb)
- Hackenberg, Hans-Jürgen (* 1950), deutscher Tischtennisspieler
- Hackenberg, Heinrich (1898–1951), österreichischer Politiker (SPÖ), Abgeordneter zum Nationalrat
- Hackenberg, Helmut (1926–1999), deutscher SED-Funktionär
- Hackenberg, Kurt (1914–1981), deutscher Kommunalpolitiker
- Hackenberg, Peter, deutscher Basketballspieler
- Hackenberg, Peter (* 1989), deutscher Fußballspieler
- Hackenberg, Richard (1909–1995), deutscher Politiker (CDU), MdL
- Hackenberg, Siegrid (1936–1980), deutsche Schauspielerin und Kabarettistin
- Hackenberg, Sigrid (* 1960), deutsch-spanische Künstlerin, Philosophin, und Professorin für Medienphilosophie und Videokunst an der New York University
- Hackenberg, Thomas (* 1962), deutscher Schauspieler, Moderator und Autor
- Hackenberg, Ulrich (* 1950), deutscher Manager und Vorstandsmitglied der Volkswagen AG
- Hackenberger, Christian (* 1976), deutscher Chemiker
- Hackenberger, Hanns Max (1895–1949), deutscher Schriftsteller und Journalist
- Hackenberger, Karlo (* 1969), deutscher Schauspieler und SynchronsprecherKarlo Hackenberger (* 1969)

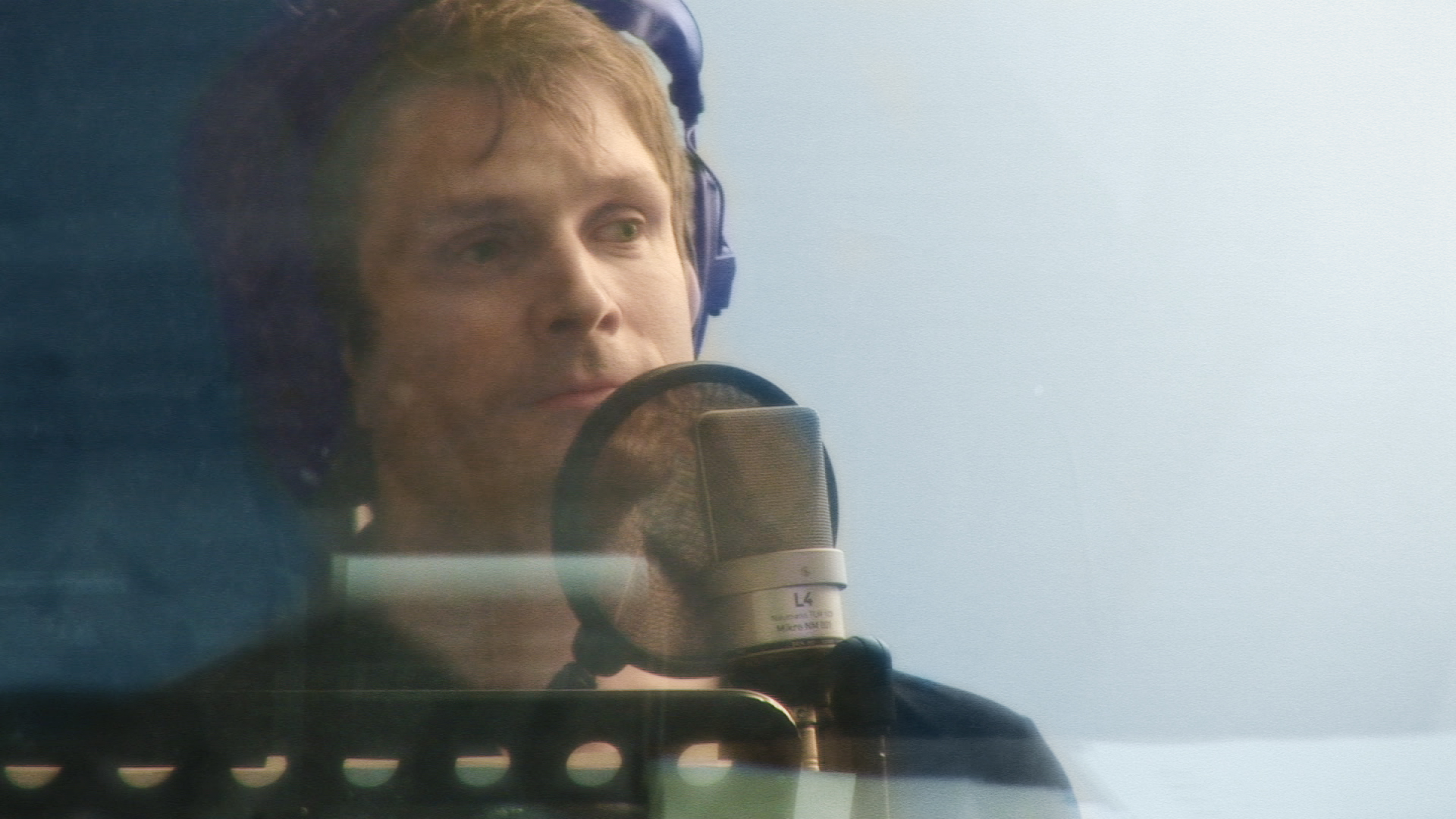
Karlo Hackenberger (* 1969)

- Hackenberger, Oskar (1872–1929), deutscher Dirigent und Musikwissenschaftler
- Hackenbroch, Yvonne (1912–2012), deutsch-US-amerikanische Kunsthistorikerin
- Hackenbroich, Anton (1878–1969), deutscher Maler
- Hackenbuchner, Gabi, deutsche Fußballtorhüterin
- Hackenesch, Christa (1953–2008), deutsche Philosophin
- Hackenesch, Christoph (* 1986), deutscher Basketballspieler
- Hackenholt, Lorenz (* 1914), deutscher SS-Hauptscharführer als Techniker an der Aktion T4 und der Aktion Reinhardt beteiligt
- Hackensberger, Alfred (* 1959), deutscher Journalist und Autor
- Hackenschmidt, Barbara (* 1955), deutsche Politikerin (SPD), Landtagsabgeordnete in Brandenburg
- Hackenschmidt, Georg (1878–1968), RingerGeorg Hackenschmidt (1878–1968)

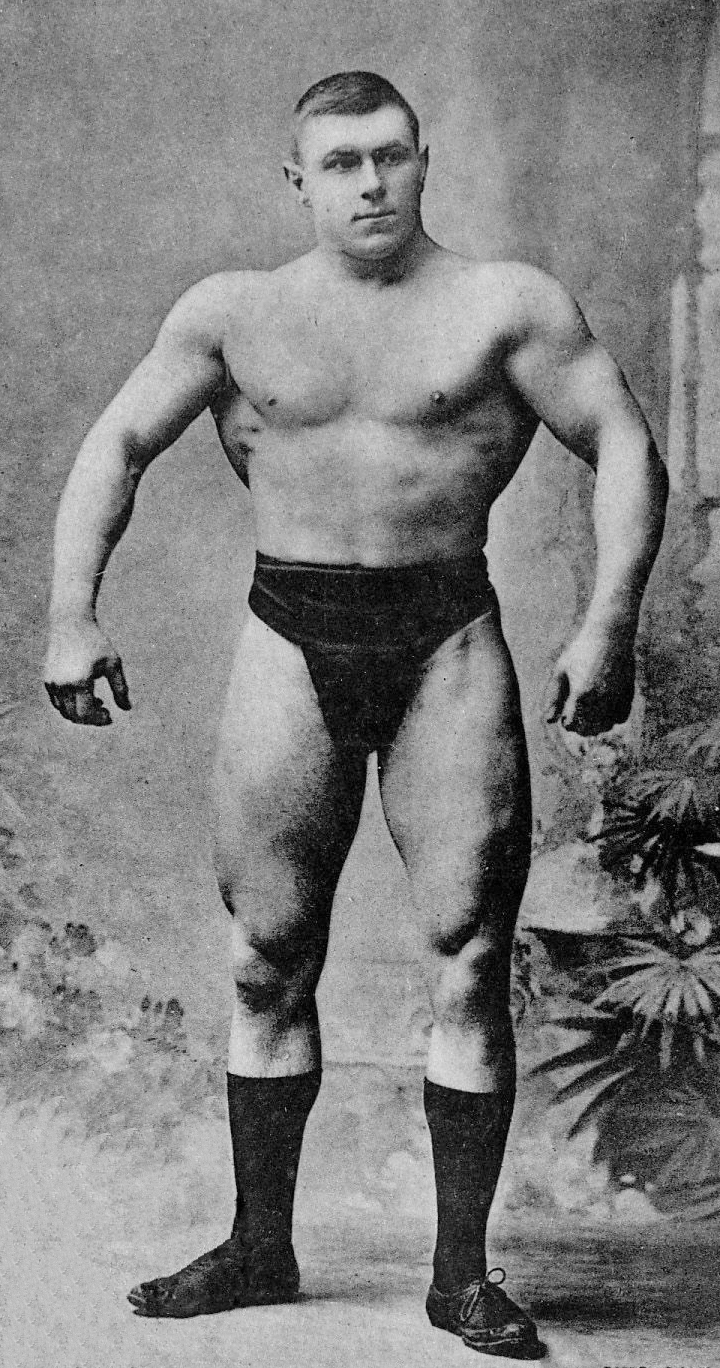
Georg Hackenschmidt (1878–1968)

- Hackenschmidt, Johann Christian (1809–1900), deutscher Autor
- Hackenschmidt, Karl (1839–1915), elsässischer evangelisch-lutherischer Pfarrer und Theologe
- Hackenschmidt, Sabine (1873–1939), elsässische Malerin, Graphikerin und Zeichnerin sowie Kunsthistorikerin
- Hackensellner, Eberhard (1922–2020), deutscher Offizier, zuletzt Generalmajor der Bundeswehr
- Hacker, Adolf (1873–1943), deutscher Maler
- Hacker, Adolf (1908–1956), deutscher Bildhauer und Industriedesigner
- Hacker, Agnes (1860–1909), deutsche Ärztin und Förderin der Frauenbewegung
- Hacker, Andrew (* 1929), US-amerikanischer Politikwissenschaftler
- Hacker, Anton (1879–1942), deutscher Ingenieur und Hafenbaudirektor
- Hacker, Arthur (1858–1919), englischer Maler
- Hacker, Benedikt (1769–1829), österreichischer Komponist und Musikverleger
- Häcker, Birke (* 1977), deutsche Rechtswissenschaftlerin und Hochschullehrerin
- Häcker, Carl Gottlob (1791–1860), deutscher Orgelbauer
- Hacker, Christian (1802–1882), deutscher Spielwarenhersteller
- Hacker, Christian (* 1992), deutscher Eishockeytorwart
- Hacker, Clara (1885–1958), deutsche Politikerin (SPD/SED), MdL Mecklenburg
- Hacker, Daniel (* 1982), US-amerikanischer Eishockeyspieler
- Hacker, Dieter (* 1942), deutscher Maler
- Hacker, Felix (* 1999), österreichischer Skirennläufer
- Hacker, Franz Carl († 1753), böhmischer Mineraloge, Bergmeister, Markscheider und Erzprobierer
- Häcker, Franz Joseph (1777–1851), deutscher Jurist und Politiker
- Hacker, Franz Xaver (1836–1894), katholischer Schriftsteller
- Hacker, Frauke (* 1995), deutsche Ruderin
- Häcker, Friedrich (1896–1960), deutscher Landwirt und Politiker
- Hacker, Friedrich (1914–1989), österreichisch-amerikanischer Psychiater, Psychoanalytiker und Aggressionsforscher
- Hacker, Georg (1865–1945), deutscher Maler und Bühnenbildner
- Hacker, Georg (1870–1947), deutscher Luftschiffer
- Hacker, Georg Heinrich (1856–1922), deutscher Theaterschauspieler
- Hacker, Gerhard (* 1963), deutscher Bibliothekswissenschaftler, Slavist und Hispanist
- Hacker, German (* 1968), deutscher Kommunalpolitiker (SPD)
- Häcker, Gottfried Renatus (1789–1864), deutscher Apotheker, Botaniker und Konservator
- Häcker, Gustav (1822–1896), deutscher Jurist und Liedtexter
- Hacker, Gustav (1900–1979), deutscher Landwirt und Politiker (BdL, SdP, NSDAP, GB/BHE, GDP, GDP/BHE), MdL, hessischer Staatsminister
- Hacker, Hanna, deutsche Richterin des Bayerischen Verfassungsgerichtshofs
- Hacker, Hanna (* 1956), österreichische Soziologin, Historikerin und Entwicklungsforscherin
- Häcker, Hans (1901–1986), deutscher Jurist und Politiker (DVP, NSDAP)
- Hacker, Hans-Joachim (* 1948), deutscher Historiker und Archivar
- Hacker, Hans-Joachim (* 1949), deutscher Politiker (SPD), MdV, MdBHans-Joachim Hacker (* 1949)

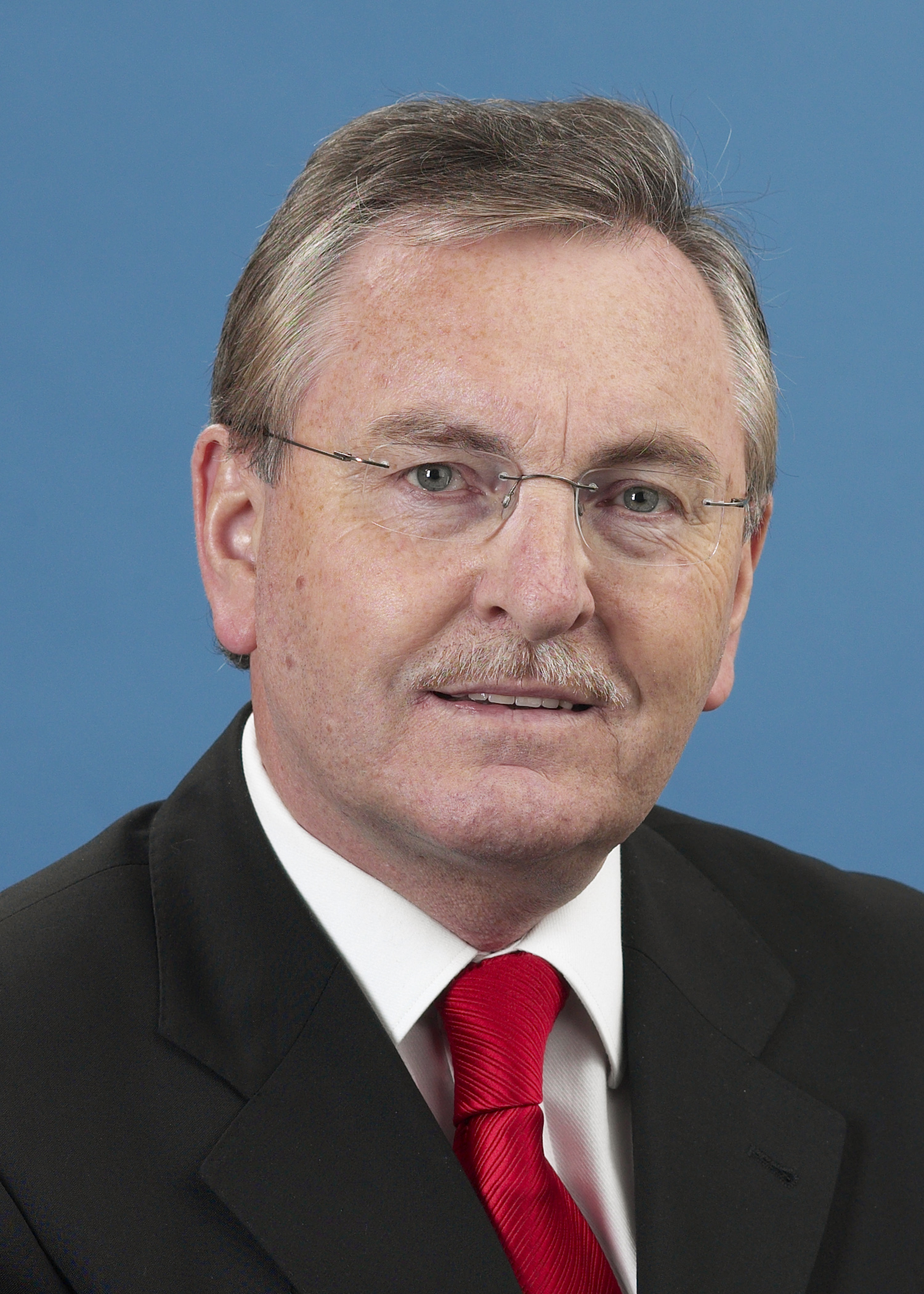
Hans-Joachim Hacker (* 1949)

- Hacker, Heinrich (1892–1970), deutscher SA-Führer und Politiker (NSDAP), MdL
- Hacker, Helen Mayer (1917–2015), US-amerikanische Soziologin
- Hacker, Helmut (1930–2019), deutscher Glasmaler
- Hacker, Hilary Baumann (1913–1990), US-amerikanischer Geistlicher und römisch-katholischer Bischof von Bismarck
- Hacker, Horst (1905–1988), deutscher Jurist und Landrat
- Hacker, Jacob (* 1971), US-amerikanischer Politikwissenschaftler
- Hacker, Jens (1933–2000), deutscher Politologe
- Häcker, Joachim (* 1968), deutscher Wirtschaftswissenschaftler und Hochschullehrer
- Hacker, Joachim Bernhard Nicolaus (1760–1817), deutscher Theologe, Poet und Schriftsteller
- Hacker, Johann Friedrich (1666–1697), böhmischer Waldbereiter und Bergmeister
- Hacker, Johann Georg August († 1823), deutscher lutherischer Theologe
- Hacker, Jörg (* 1952), deutscher Molekularbiologe
- Hacker, Katharina (* 1967), deutsche SchriftstellerinKatharina Hacker (* 1967)

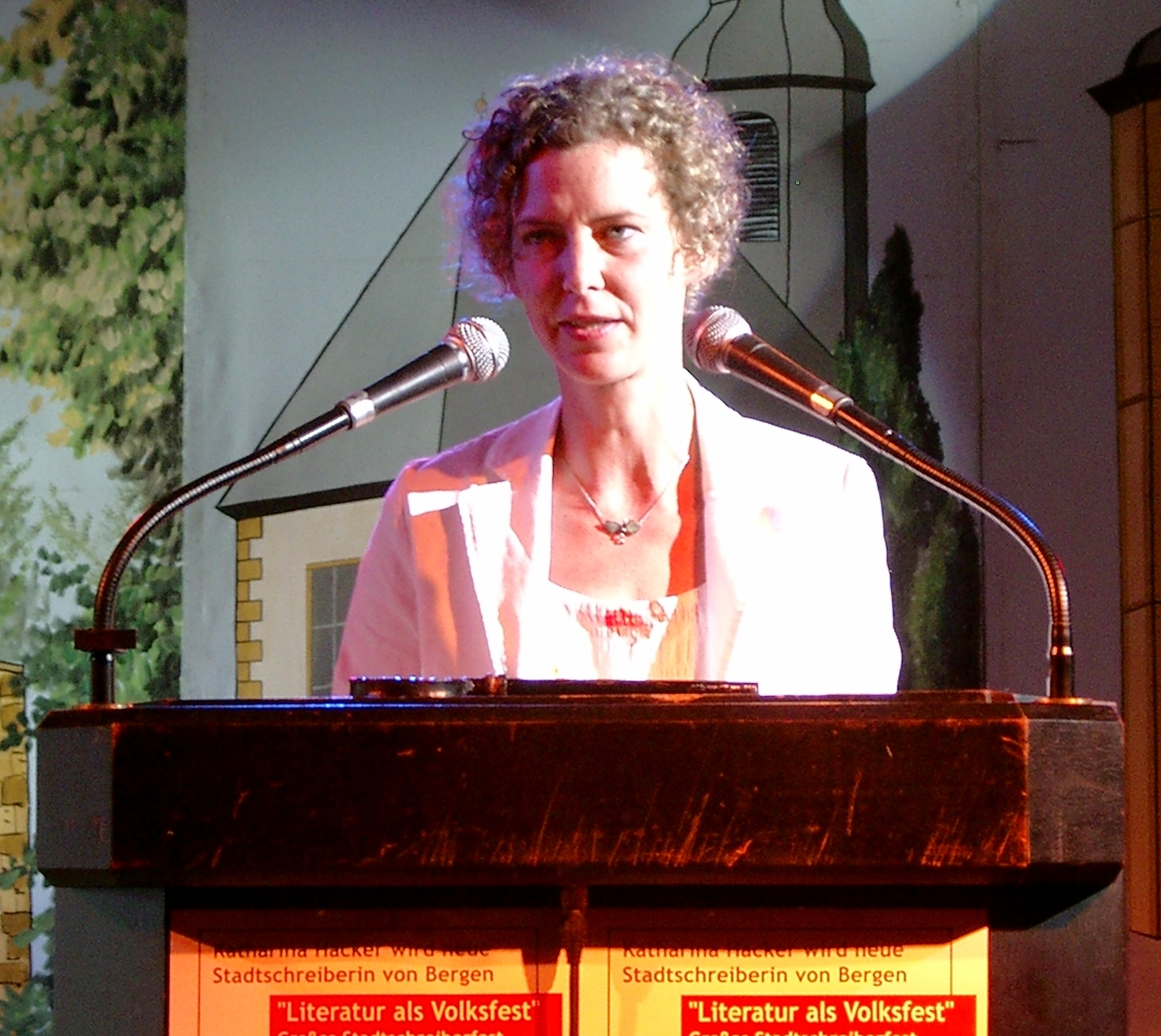
Katharina Hacker (* 1967)

- Häcker, Katharina (* 1986), deutsche Eiskunstläuferin
- Häcker, Klaus (* 1941), deutscher Handballspieler und -trainer
- Hacker, Kurt (1920–2001), österreichischer Polizist, Widerstandskämpfer gegen den Nationalsozialismus und ein Überlebender des Konzentrationslagers Auschwitz
- Hacker, Leopold (1843–1926), österreichischer Benediktiner, Mineraloge, Höhlenforscher und Entomologe
- Hacker, Louis M. (1899–1987), US-amerikanischer Wirtschaftshistoriker, Vertreter der Erwachsenenbildung
- Hacker, Marcel (* 1977), deutscher Ruderer
- Hacker, Marcus (* 1969), österreichischer Nuklearmediziner und Hochschullehrer
- Hacker, Marilyn (* 1942), US-amerikanische Autorin, Übersetzerin und Dichterin
- Hacker, Norman (* 1962), österreichischer Theater- und Filmschauspieler
- Hacker, Olin (* 1997), US-amerikanischer Leichtathlet
- Hacker, Paul (1913–1979), deutscher Indologe
- Hacker, Peter (* 1939), englischer Philosoph am St. John's College in Oxford
- Hacker, Peter (* 1963), österreichischer Manager und Politiker (SPÖ)Peter Hacker (* 1963)
- Hacker, Philipp (* 1985), deutscher Jurist

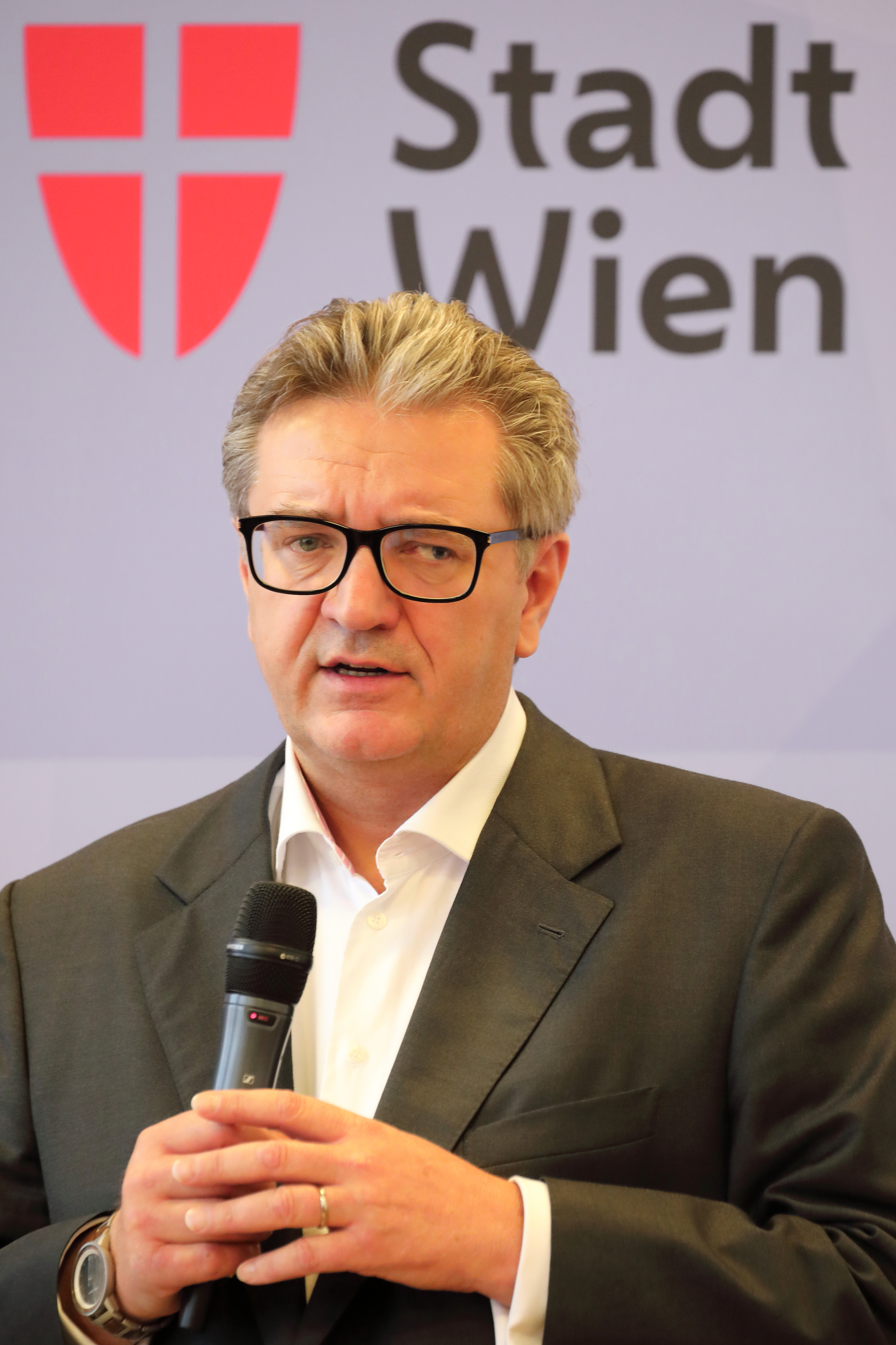
Peter Hacker (* 1963)

- Hacker, Pirmin (* 1996), österreichischer Skirennläufer
- Hacker, Rüdiger (* 1941), deutscher Schauspieler, Hörspielsprecher und Regisseur
- Hacker, Rupert (1935–2016), deutscher Bibliothekar und Autor
- Hacker, Severin (* 1984), Schweizer Informatiker
- Häcker, Thomas (* 1962), deutscher Pädagoge und Hochschullehrer, Professor für Schulpädagogik
- Hacker, Thomas (* 1967), deutscher Politiker (FDP) und Mitglied des Bayerischen Landtags
- Hacker, Uwe (1941–1995), deutscher Schauspieler
- Hacker, Viktor von (1852–1933), österreichischer Chirurg
- Hacker, Werner (1897–1955), deutscher Schullehrer, Heimatforscher und Schriftsteller
- Häcker, Wilhelm (1877–1959), deutscher Lehrer
- Hacker, Winfried (* 1934), deutscher Psychologe
- Hacker, Wolfgang (* 1962), deutscher römisch-katholischer Theologe und Domdekan des Bistums Augsburg
- Hackerman, Norman (1912–2007), US-amerikanischer Chemiker und Universitätspräsident
- Häckermann, Adolf (1819–1891), deutscher Philologe, Gymnasiallehrer und Schriftsteller
- Häckermann, Hans (1930–1995), deutscher Schauspieler und Intendant
- Hackerott, Ludwig (1906–1997), deutscher Autor
- Hackert, Axel (* 1984), deutscher Eishockeyspieler
- Hackert, Fritz (1934–2015), deutscher Literaturwissenschaftler und Germanist
- Hackert, Jakob Philipp (1737–1807), deutscher Landschaftsmaler des KlassizismusJakob Philipp Hackert (1737–1807)

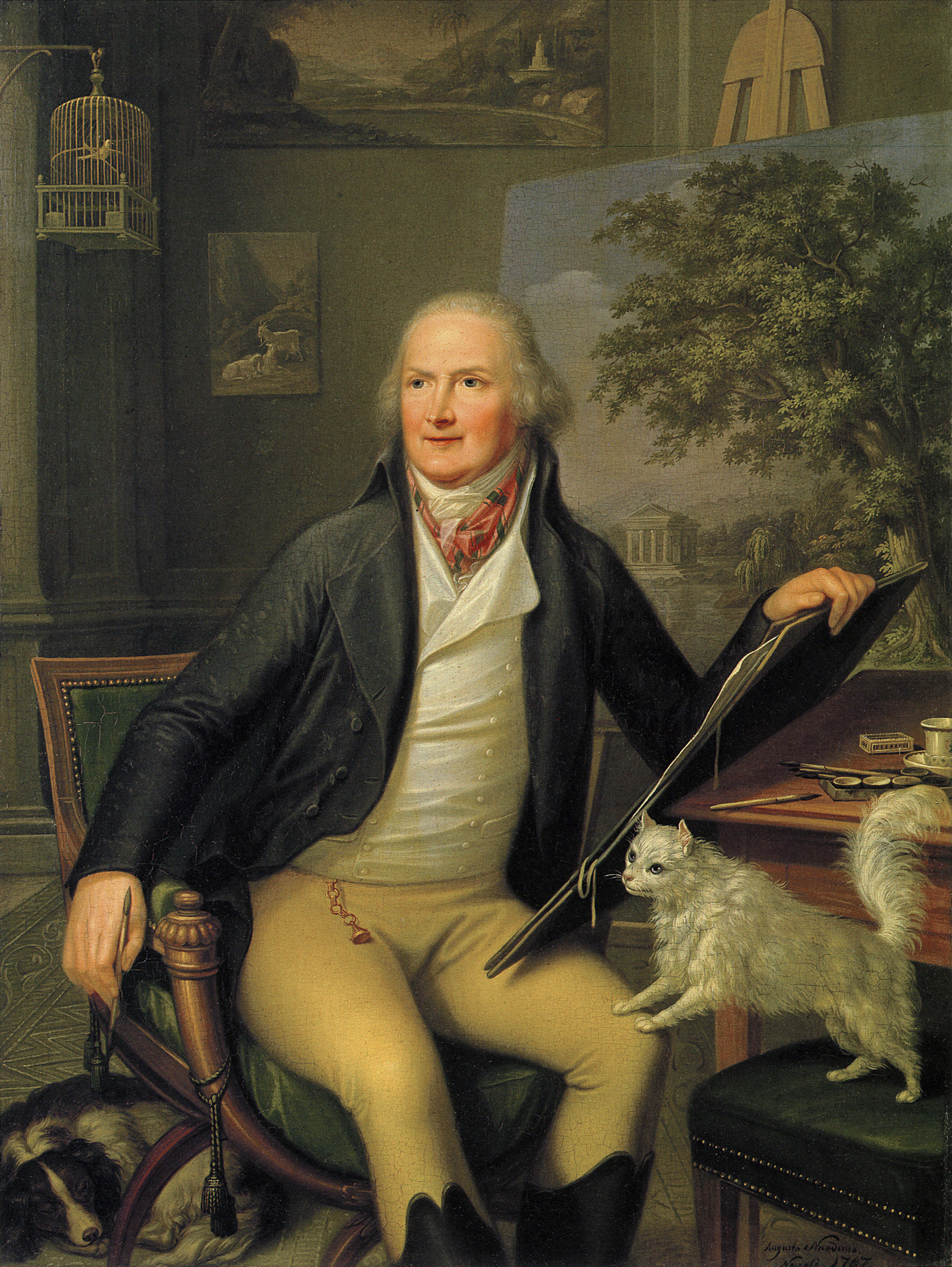
Jakob Philipp Hackert (1737–1807)

- Hackert, Klaus (1938–2022), deutscher Gas- und Wasserinstallateurmeister, Handwerksfunktionär und Kommunalpolitiker (CDU)
- Hackert, Michael (* 1981), deutscher Eishockeyspieler
- Hackert, Oliver (* 1977), deutscher Eishockeyspieler
- Hackethal, Andreas, deutscher Politiker (CDU)
- Hackethal, Andreas (* 1971), deutscher Wirtschaftswissenschaftler
- Hackethal, Christoph (1899–1942), deutscher katholischer Pfarrer und Gegner des nationalsozialistischen Regimes
- Hackethal, Franz (1891–1966), deutscher Bürgermeister und Regierungspräsident
- Hackethal, Joachim (1924–2003), deutscher Schauspieler und Kabarettist
- Hackethal, Julius (1921–1997), deutscher Arzt
- Hackethal, Karl (1901–1990), deutscher Politiker (CDU), MdL Niedersachsen
- Hackethal, Louis (1837–1911), deutscher Erfinder
- Hackethal, Regine (* 1961), deutsche Schauspielerin, Hörspiel- und Synchronsprecherin
- Hackethal, Theophil (1883–1959), deutscher SS-Arzt
- Hackett Stevenson, Sarah (1841–1909), amerikanische Ärztin und Hochschullehrerin
- Hackett, A. J. (* 1958), neuseeländischer Unternehmer und Bungee-Springer
- Hackett, Albert (1900–1995), US-amerikanischer Drehbuch- und Theaterautor sowie Stummfilmschauspieler
- Hackett, Bobby (1915–1976), US-amerikanischer Jazz-Musiker und Kornettist
- Hackett, Bobby (* 1959), US-amerikanischer Freistilschwimmer
- Hackett, Buddy (1924–2003), US-amerikanischer Komiker und Schauspieler
- Hackett, Daniel (* 1987), italienischer Basketballspieler
- Hackett, Grant (* 1980), australischer SchwimmerGrant Hackett (* 1980)

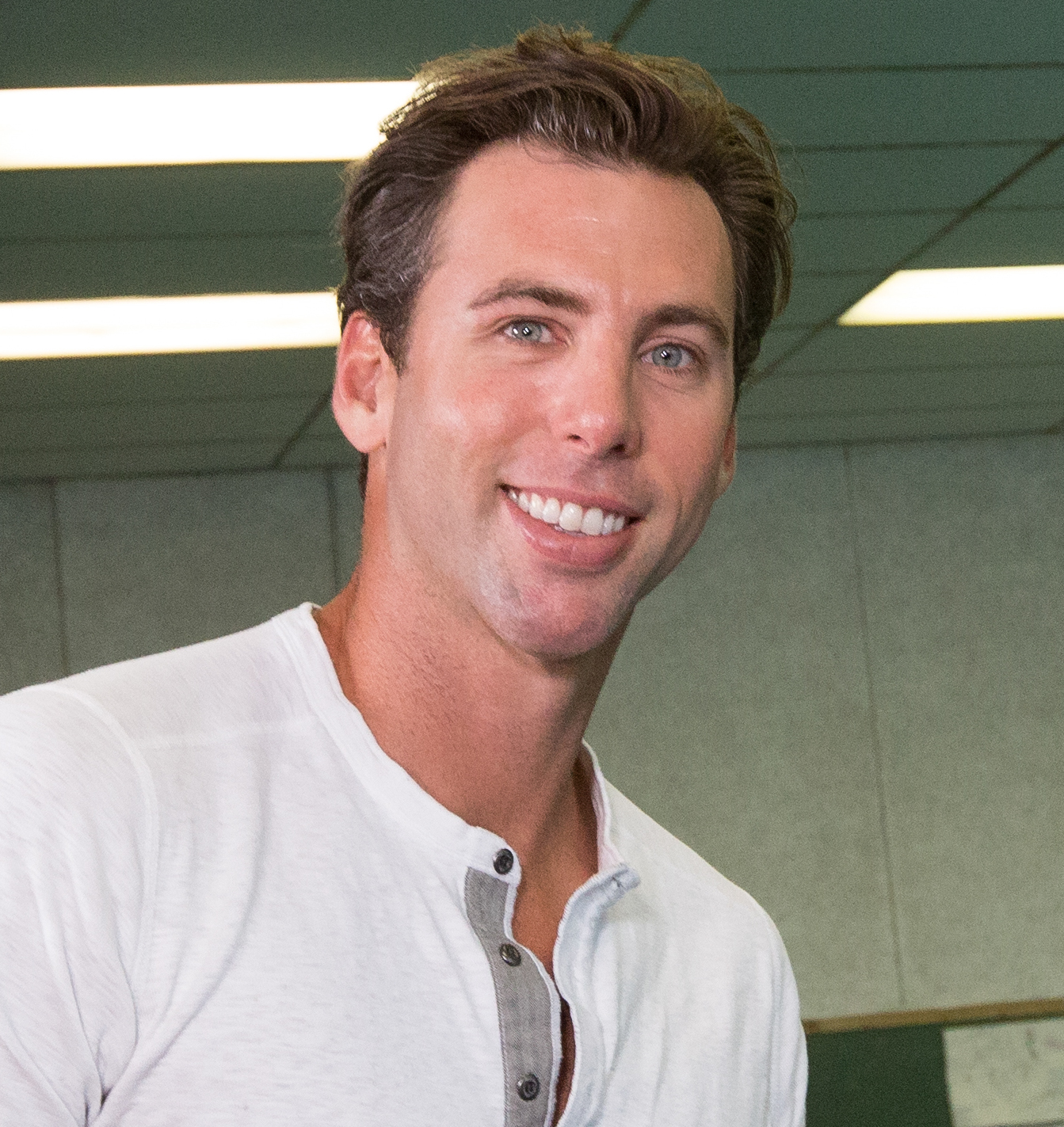
Grant Hackett (* 1980)

- Hackett, Harold (1878–1937), US-amerikanischer Tennisspieler
- Hackett, James (* 1955), amerikanischer Manager
- Hackett, Jeff (* 1968), kanadischer Eishockeytorwart
- Hackett, Joan (1934–1983), US-amerikanische Schauspielerin
- Hackett, John Francis (1911–1990), US-amerikanischer Geistlicher, Weihbischof in Hartford
- Hackett, John Winthrop Junior (1910–1997), britischer Offizier und Autor
- Hackett, Keith (* 1944), englischer Fußballschiedsrichter
- Hackett, Margaux (* 1999), neuseeländische Freestyle-Skisportlerin
- Hackett, Martha (* 1961), US-amerikanische Schauspielerin
- Hackett, Nicole (* 1978), australische Triathletin
- Hackett, Pat, US-amerikanische Schriftstellerin, Drehbuchautorin sowie frühere Mitarbeiterin und Vertraute von Andy Warhol
- Hackett, Pippa (* 1974), irische Politikerin
- Hackett, Richard N. (1866–1923), US-amerikanischer Politiker
- Hackett, Semoy (* 1988), Sprinterin aus Trinidad und Tobago
- Hackett, Steve (* 1950), britischer Komponist und MusikerSteve Hackett (* 1950)

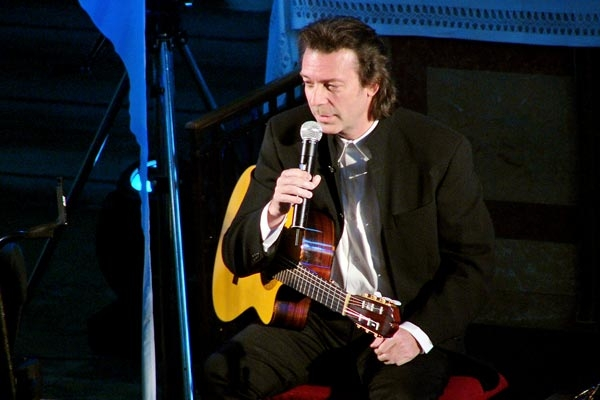
Steve Hackett (* 1950)

- Hackett, Thomas C. († 1851), US-amerikanischer Politiker
- Hackett, William (1918–1999), US-amerikanischer Bergsteiger und Polarforscher
- Hackewitz, Gustav von (1804–1873), preußischer Generalmajor

#### Hackf
- Hackfeld, Hinrich (1816–1887), deutscher Kapitän und Kaufmann
- Hackfeld, Johann (1856–1932), deutscher Kaufmann und Konsul
- Hackfeld, Marie (1829–1917), deutsche Unternehmerin, Mäzenatin und Frauenrechtlerin
- Hackford, Rio (1970–2022), US-amerikanischer Schauspieler
- Hackford, Taylor (* 1944), US-amerikanischer Filmregisseur und Filmproduzent
- Hackfort, Dieter (* 1951), deutscher Sportwissenschaftler und Hochschullehrer
- Hackforth, Josef (* 1949), deutscher Kommunikationswissenschaftler und Hochschullehrer
- Hackforth, Reginald (1887–1957), britischer Altphilologe

#### Hackh
- Hackhausen, Katharina (* 1985), deutsche Schauspielerin
- Hackhe-Döbel, Frieda (1911–1977), deutsche Politikerin (SPD), MdL
- Hackher zu Hart, Franz Xaver (1764–1837), österreichischer k.u.k. Ingenieur-Oberst
- Hackhofer, Johann Cyriak (1675–1731), österreichischer Maler
- Hackhofer, Josef (1863–1917), österreichischer Architekt

#### Hacki
- Häcki Buhofer, Annelies (* 1954), Schweizer Linguistin und Managerin
- Häcki, Caroline (* 1982), Schweizer Dressurreiterin
- Häcki-Feierabend, Rosa (1922–1996), Schweizer Alpinistin, Politikerin und erste Kantonsrätin des Kantons Obwalden
- Häcki-Groß, Lena (* 1995), Schweizer Biathletin
- Hackin, Joseph (1886–1941), französischer Orientarchäologe, Museumsdirektor und Mitglied der Forces françaises libres
- Hackin, Marie (1905–1941), französische Archäologin und Mitglied der Forces françaises libres
- Hacking, Henry (1750–1831), britischer Seemann und Entdecker
- Hacking, Ian (1936–2023), kanadischer WissenschaftstheoretikerIan Hacking (1936–2023)

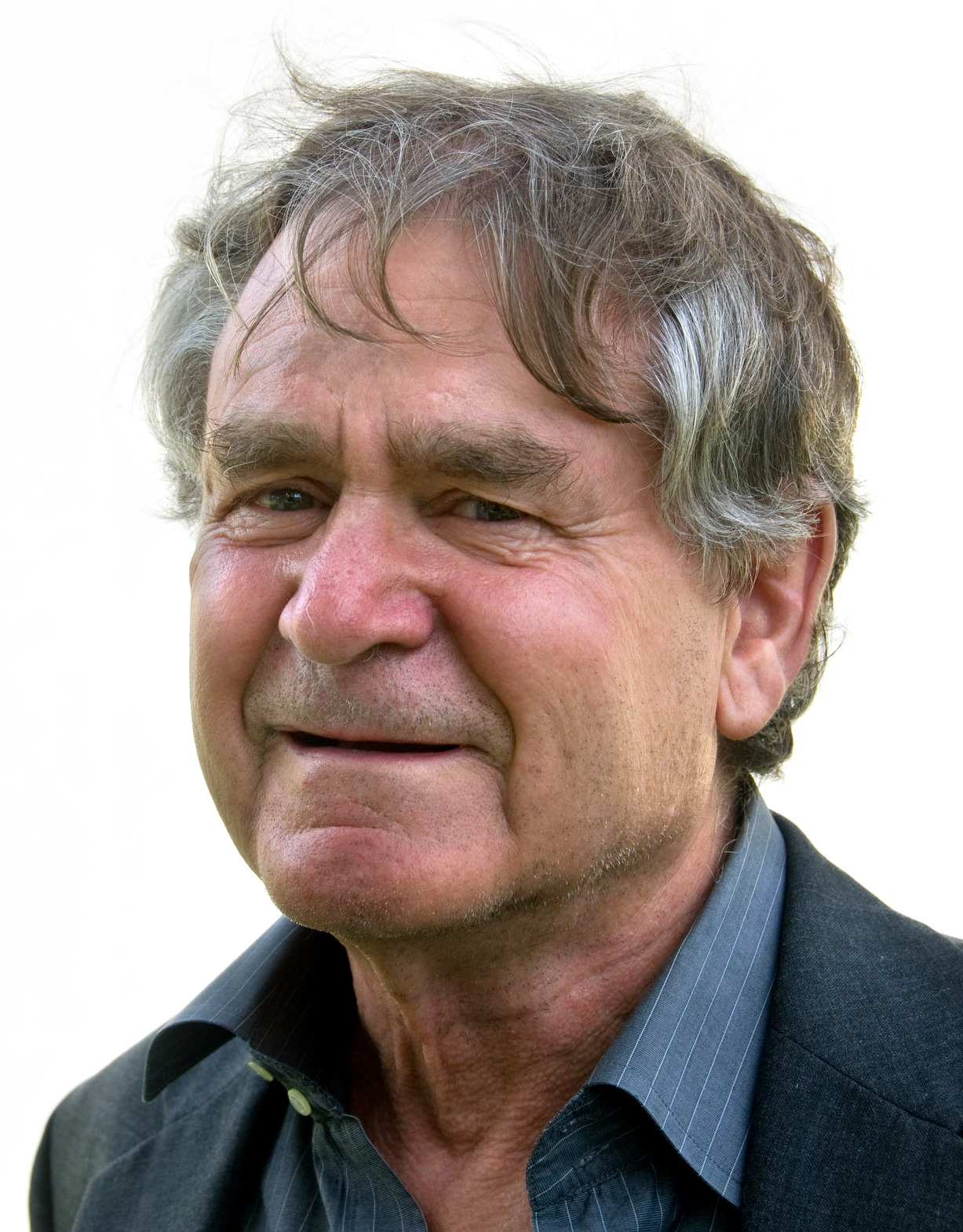
Ian Hacking (1936–2023)

- Hackinger, Dominik (* 1988), österreichischer Fußballspieler und -trainer

#### Hackl
- Hackl, Anna (* 1931), österreichische Landwirtin
- Hackl, Anton (1915–1984), deutscher Major und Jagdflieger im Zweiten Weltkrieg
- Hackl, Barbara († 1674), Stuckateurin
- Häckl, Christian (* 1964), österreichischer Meteorologe
- Hackl, David (* 1963), kanadischer Produktionsdesigner und Filmregisseur
- Hackl, Dominic (* 1996), österreichischer Eishockeyspieler
- Hackl, Erich (* 1952), österreichischer Bankmanager
- Hackl, Erich (* 1954), österreichischer Schriftsteller und Übersetzer
- Hackl, Franz (* 1967), österreichischer Jazzmusiker (Trompete) und Musikinstrumentenbauer
- Hackl, Franziska (* 1983), österreichisch-schweizerische SchauspielerinFranziska Hackl (* 1983)

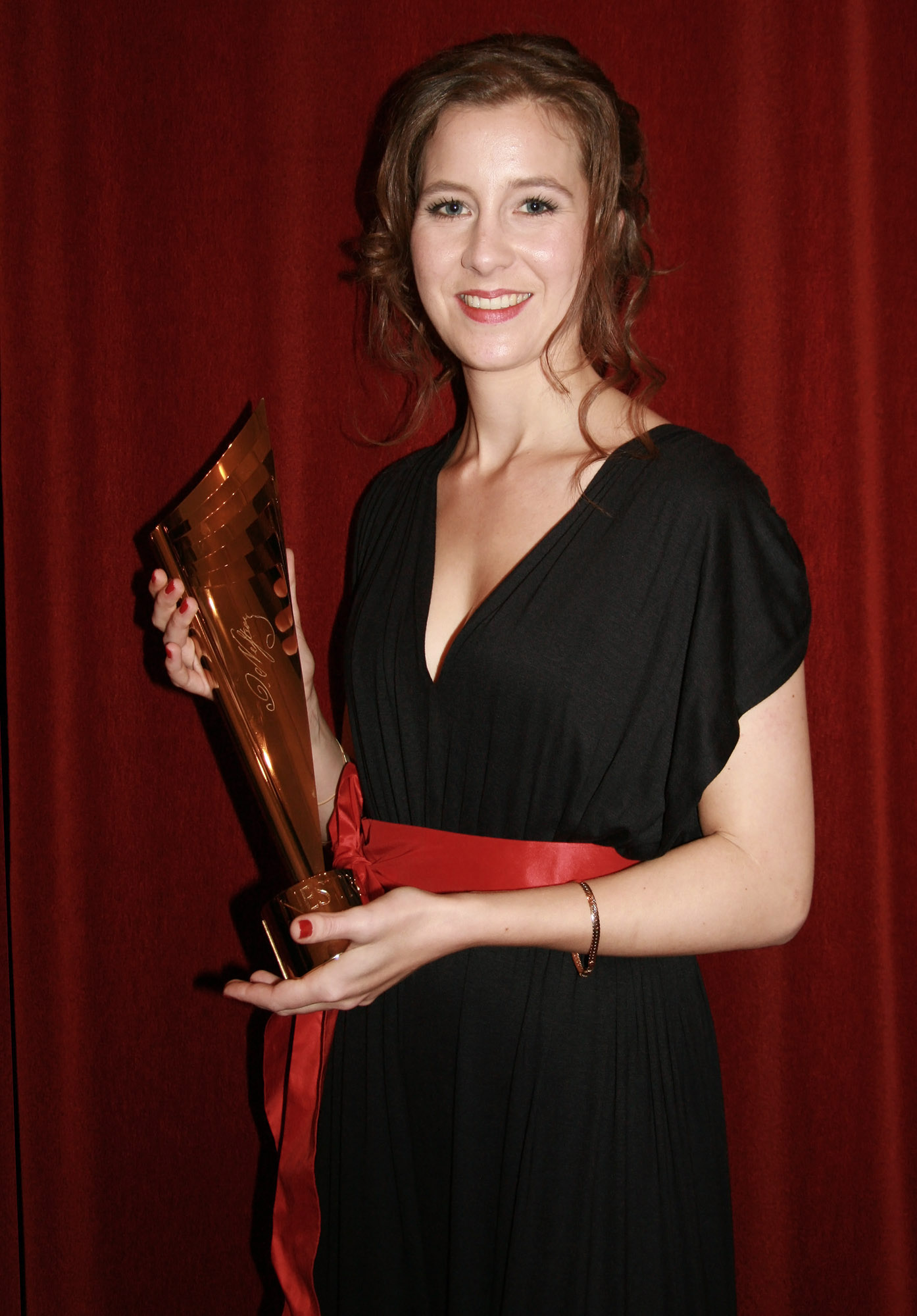
Franziska Hackl (* 1983)

- Hackl, Gabriel von (1843–1926), deutsch-österreichischer Maler des Historismus
- Hackl, Georg (* 1966), deutscher Rennrodler
- Hackl, Gustav (1892–1962), österreichischer Schriftsteller
- Hackl, Heinrich (* 1893), österreichischer Jurist und deutscher Reichsgerichtsrat
- Hackl, Heinz-Peter (1954–2021), österreichischer Politiker (FPÖ), Abgeordneter zum Nationalrat
- Hackl, Johann Joseph († 1785), deutscher Holzbildhauer
- Hackl, Johann Joseph (1716–1791), österreichischer Politiker und Bürgermeister von St. Pölten
- Hackl, Johannes, deutscher Biathlet
- Hackl, Josef (* 1859), deutscher Orgelbauer
- Hackl, Karin (* 1989), österreichische Skirennläuferin
- Hackl, Karl (1889–1958), österreichischer Psychologe
- Hackl, Karl (1933–2018), österreichischer Jurist und Rechtshistoriker
- Hackl, Karlheinz (1949–2014), österreichischer Schauspieler und Theaterregisseur
- Hackl, Kurt (* 1966), österreichischer Unternehmer und Politiker (ÖVP), Landtagsabgeordneter
- Hackl, Marianne (* 1967), österreichische Politikerin (ÖVP), Mitglied des Bundesrats
- Hackl, Othmar (1932–2013), deutscher Militärhistoriker und Brigadegeneral
- Hackl, Peter (* 1942), österreichischer Hochschullehrer und Wirtschaftsstatistiker
- Hackl, Reinhard (* 1960), deutscher Politiker (Bündnis 90/Die Grünen), MdL
- Hackl, Rudolf (1881–1912), deutscher Klassischer Archäologe
- Hackl, Sebastian (* 1980), deutscher Wrestler und Fernsehmoderator
- Hackl, Ursula (* 1935), deutsche Althistorikerin
- Hackl, Valerie (* 1982), österreichische Managerin und PolitikerinValerie Hackl (* 1982)

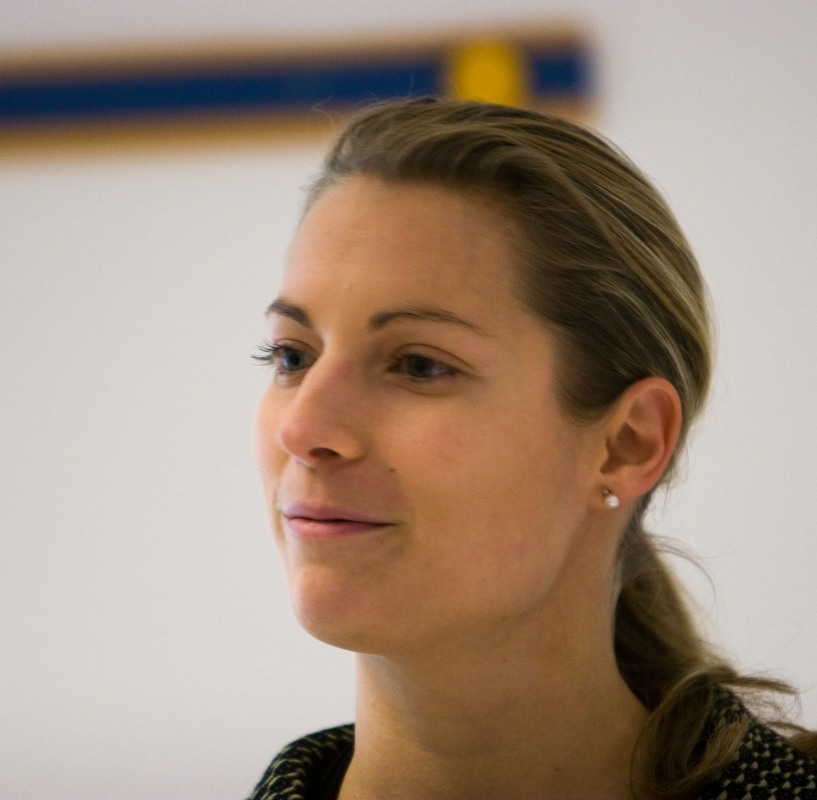
Valerie Hackl (* 1982)

- Hackl, Wolfgang (* 1949), österreichischer Filmproduzent
- Hackländer, Alfred Eugen (1913–1964), deutscher Malermeister und Kunstmaler
- Hackländer, Bernd (* 1950), deutscher Hörspielautor
- Hackländer, Burkhard (1914–2001), deutscher Seeoffizier, U-Boot-Kommandant und zuletzt Kapitän zur See der Bundesmarine
- Hackländer, Emil (1830–1902), Stadtbaurat in Osnabrück
- Hackländer, Ernst (1913–2000), deutscher Bildhauer
- Hackländer, Friedrich Wilhelm (1816–1877), deutscher Schriftsteller
- Hackländer, Klaus (* 1970), deutscher Wildbiologe
- Hackländer, Nele (* 1963), deutsche Klassische Archäologin und Wissenschaftsmanagerin
- Hackländer, Udo (1955–2013), deutscher Polizeidirektor, Ordnungsdezernent, Bürgermeister und Kreisvorsitzender der CDU in Wuppertal
- Hackleman, Martin (* 1952), US-amerikanischer Hornist
- Hackleman, Pleasant Adam (1814–1862), US-amerikanischer Rechtsanwalt, Richter, Politiker und Brigadegeneral der Nordstaaten im Bürgerkrieg
- Hackler, Dieter (* 1953), deutscher Theologe und Beamter
- Hackley, Aaron junior (1783–1868), US-amerikanischer Jurist und Politiker

#### Hackm
- Hackmack, Gregor (* 1977), deutscher Sozialunternehmer und PolitaktivistGregor Hackmack (* 1977)

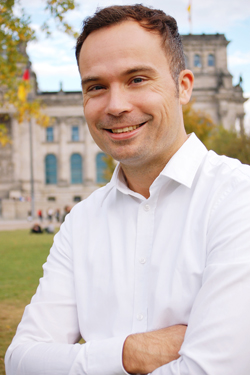
Gregor Hackmack (* 1977)

- Hackmack, Hans (1900–1970), deutscher Journalist, Verleger und Politiker (USPD, SPD), MdBB
- Hackmack, Otto (1922–2016), deutscher Gewerkschafter und Politiker (SPD), MdHB
- Hackmair, Peter (* 1987), österreichischer Fußballspieler
- Hackman, Adwoa (* 1974), ghanaisch-deutsche Musikerin, Sängerin, Gitarristin und Songwriterin
- Hackman, Alfred (1864–1942), finnischer Archäologe, Fotograf und Professor
- Hackman, Gene (* 1930), US-amerikanischer SchauspielerGene Hackman (* 1930)

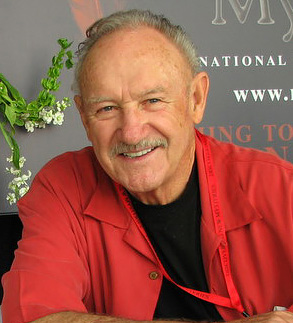
Gene Hackman (* 1930)

- Hackman, Marika (* 1992), britische Singer-Songwriterin
- Hackman, Oskar (1868–1922), finnlandschwedischer Folklorist
- Hackman, Richard (1940–2013), US-amerikanischer Psychologe
- Hackman, Victor (1866–1941), finnischer Geologe
- Hackmann, Bernd (* 1963), deutscher Filmtonmeister und Filmemacher
- Hackmann, Eugen (1793–1873), rumänischer Metropolit und österreichischer Politiker
- Hackmann, Friedrich August (1670–1742), deutscher Rechtswissenschaftler und Wiederentdecker der niederdeutschen Fassung des Reineke Fuchs
- Hackmann, Georg (1903–1975), deutscher Oberlandforstmeister
- Hackmann, Heinrich (1864–1935), deutscher evangelischer Theologe, Religionshistoriker und Sinologe
- Hackmann, Henric (* 2003), deutscher Radsportler
- Hackmann, Hermann (1913–1994), deutscher Schutzhaftlagerführer im KZ MajdanekHermann Hackmann (1913–1994)

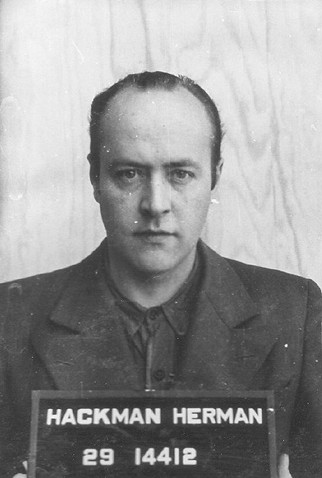
Hermann Hackmann (1913–1994)

- Hackmann, Jodocus (1642–1710), deutscher Jurist, Richter und Bürgermeister in Stade
- Hackmann, Johann Friedrich (1756–1812), deutscher Historiker und Geograph
- Hackmann, Jörg (* 1962), deutscher Historiker
- Hackmann, Lena (* 1984), deutsche Fußballspielerin
- Hackmann, Sven, deutscher Schwimmer
- Hackmann, Werner (1947–2007), deutscher Politiker (SPD) und Sportfunktionär

#### Hackn
- Häckner, Carl-Einar (* 1969), schwedischer Zauberkünstler, Schauspieler und Komiker
- Hackner, Christoph (1663–1741), deutscher Architekt
- Hackney, Hayden (* 2002), englischer Fußballspieler
- Hackney, Lou, US-amerikanischer Jazzmusiker (Bass)
- Hackney, Pearl (1916–2009), britische Schauspielerin
- Hackney, Roger (* 1957), britischer Leichtathlet
- Hackney, Thomas (1861–1946), US-amerikanischer Politiker

#### Hackr
- Hackrodt, Caspar, deutscher evangelischer Theologe und Kirchenlieddichter

#### Hacks
- Hacks, Günter (* 1907), deutscher Jurist, Präsident des Landgerichts Wiesbaden
- Hacks, Peter (1928–2003), deutscher Dramatiker und SchriftstellerPeter Hacks (1928–2003)

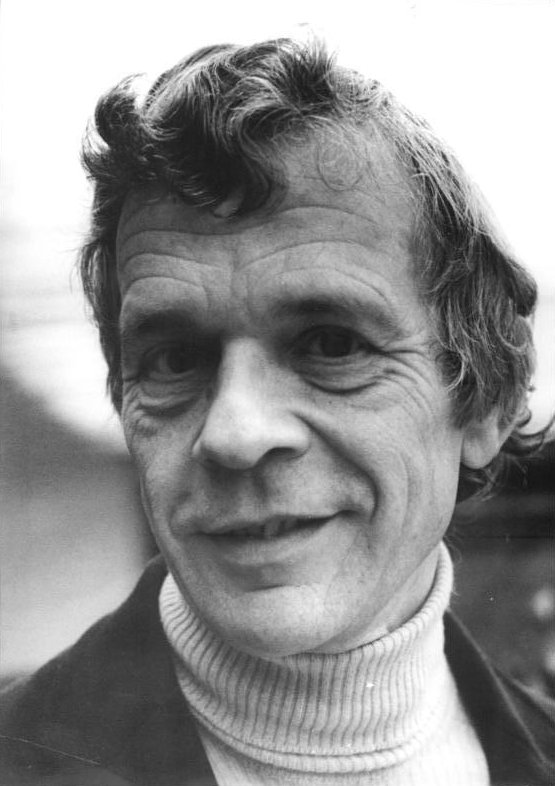
Peter Hacks (1928–2003)

- Hacks, Ramona (* 1994), deutsche Badmintonspielerin
- Hackspan, Theodoricus (1607–1659), lutherischer Theologe, Orientalist und Hochschullehrer
- Hackspiel, Florian (* 1983), österreichischer Theaterregisseur und Schauspieler
- Hackspill, Louis (1871–1945), deutsch-französischer Politiker, römisch-katholischer Priester und Theologe
- Hackstein, Elisabeth (* 1949), deutsche Biologin, Politikerin (MdBB) und Prädikantin
- Hackstein, Olav (* 1962), deutscher Linguist und Indogermanist
- Hackstein, Rolf (1925–2011), deutscher Maschinenbauer und Professor für Arbeitswissenschaft
- Hacksteiner, Markus (* 1964), Schweizer Mittel-, Hindernis- und Langstreckenläufer
- Hackstock, Rainer (* 1965), österreichischer Filmregisseur und Drehbuchautor

#### Hackv
- Hackvord, Johann (1624–1690), deutscher evangelischer Theologe

#### Hackw
- Hackworth, Ben (* 1977), australischer Filmregisseur, Drehbuchautor und Filmproduzent
- Hackworth, David Haskell (1930–2005), US-amerikanischer Kriegsheld und Militärexperte
- Hackworth, Green Haywood (1883–1973), amerikanischer Jurist und Präsident des Internationalen Gerichtshofs (1955–1958)
- Hackworth, Timothy (1786–1850), gelernter Schmied und späterer Maschinenbauer, der vor allem Dampflokomotiven baute

#### Hackz
- Hackzell, Antti (1881–1946), finnischer Politiker

### Haco
- Haco, Ciwan (* 1957), kurdischer SängerCiwan Haco (* 1957)

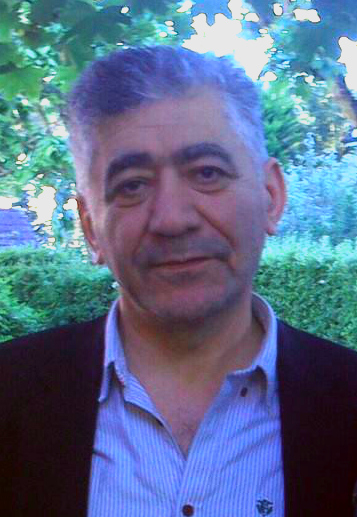
Ciwan Haco (* 1957)

- Hacohen, Menachem (* 1932), israelischer Rabbiner, Politiker und Schriftsteller
- Hacohen, Stu (1929–2006), israelischer Jazzmusiker und Arrangeur
- Hacon, Christopher (* 1970), britischer Mathematiker
- Hacopulos, Aleksandros (1911–1980), türkischer Politiker

### Hacq
- Hacquard, Augustin (1809–1884), französischer römisch-katholischer Geistlicher, Bischof von Verdun
- Hacquart, Carolus, flämischer Komponist des Barock
- Hacque, Johann Baptist († 1678), Buchdrucker
- Hacque, Ludwig von († 1802), niederösterreichischer Landuntermarschall
- Hacquet, Belsazar († 1815), österreichischer Naturforscher
- Hacquin, Georges (1924–2020), belgischer Autorennfahrer

### Hacu
- Hačundová, Ema (* 1999), slowakische Leichtathletin
- Hacurová, Eva (* 1993), tschechische Schauspielerin

### Hacz
- Haczek, Piotr (* 1977), polnischer Leichtathlet